# Piața Plevnei din Timișoara
Piața Plevnei este o piață situată în cartierul Elisabetin din Timișoara. Face parte din Situl urban „Vechiul Cartier Iosefin”, monument istoric cod LMI TM-II-s-B-06098. 
Zona a fost amenajată și clădirile din jur au fost construite începând din 1903. Inițial se numea Dózsa tér, iar din 1919 Piața Plevnei. Piața, dreptunghiulară, se învecinează la nord cu strada General Henri Berthelot (fosta stradă Caraiman), iar la sud cu strada Mitropolit Ioan Mețianu (fosta stradă Brașov). În mijlocul pieței se află Parcul Plevnei, cunoscut și sub denumirea de Parcul Gheorghe Doja. În jurul parcului clădirile sunt exclusiv rezidențiale, în stil Art Nouveau, curentul Secession, formând un ansamblu arhitectural omogen.

## Istoric
Înainte de 1892 această zonă se afla la est de limita zonei Non Aedificandi, pe care era interzis a se construi până la renunțarea la caracterul de fortificație militară al cetății Timișoara. Până în 1903 acest loc viran era folosit ca depozit de lemne și târg de animale, Piața de Porci (în germană Viehmarkt, în maghiară Disznóvásár tér). În 1893 piața de animale a fost mutată, iar zona a fost parcelată. În centrul zonei a fost lăsată o porțiune liberă, Dózsa tér (în română Piața Doja), nume primit după liderul răscoalei țărănești din 1514, Gheorghe Doja. Din 1919, în urma anexării Banatului la Regatul României, a fost redenumită Piața Plevnei, nume pe care îl poartă și astăzi. La scurt timp după parcelarea terenului, între 1903–1910, laturile de est, nord (str. General Henri Berthelot, fostă str. Caraiman) și vest ale pieței au fost completate cu construcții specifice stilului Secession, „faza florală”, formând unul dintre cele mai elegante ansambluri de arhitectură ale orașului. Latura de sud a pieței a fost completată după 1919 cu vile. Această latură nu face parte din Situl urban „Vechiul Cartier Iosefin”, ci doar din zona sa de protecție.

## Parcul Gheorghe Doja
Zona s-a dezvoltat în jurul unei suprafețe dreptunghiulare, în care s-a amenajat un scuar, actualul parc Gheorghe Doja. Concepția parcului, în stilul grădinilor franceze, aparține arhitectului peisagist Ferencz Niemetz.
În parc, în zona de debleu, se află o statuie din bronz a lui Gheorghe Doja („A” pe harta obiectivelor), realizată în 1977 de Andrei Szobotka, și ansamblul sculptural „Lecția despre cub”, al Lindei Menczel. În parc se află aliniamente de tei, salcâm și corcoduș roșu. Mai există și arbori ornamentali din specia oțetar galben.

## Clădiri

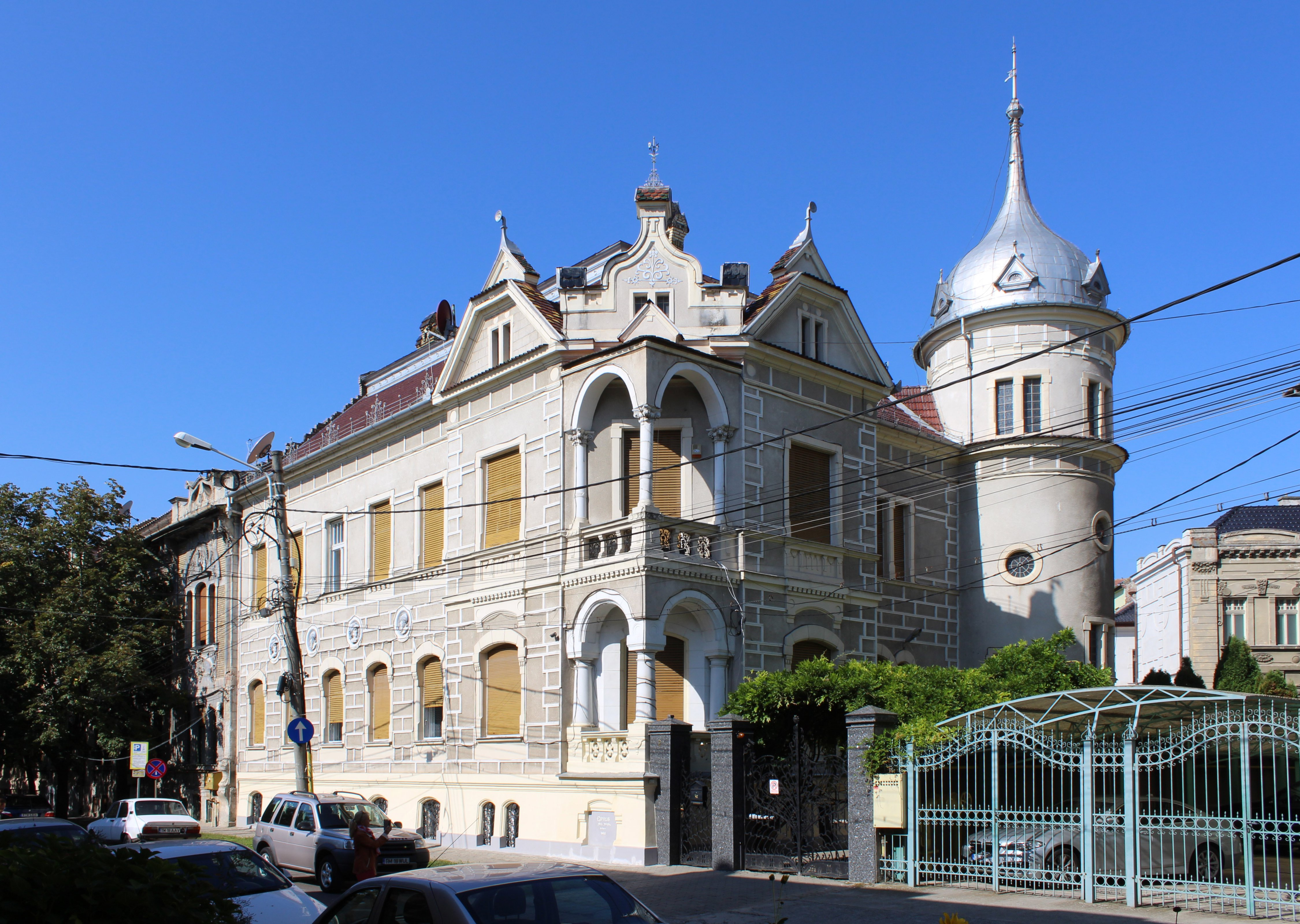
Casa Emil Szilárd

### 1. Casa Emil Szilárd
Casa se află pe frontal de nord al pieței, în colțul de nord-est, pe strada General Henri Berthelot, nr. 2. A fost proiectată de Emil Szilárd însuși, proiectul fiind contrasemnat de László Székely, și i-a aparținut.
Emil Szilárd a fost inginerul șef al Orașului Liber Regal Timișoara. A coordonat și a condus importante proiecte legate de dezvoltarea urbană: planul de dezvoltare urbanistică al orașului, trasarea și executarea noului canal Bega prin Fabric, partea inginerească a proiectului hidrocentralei („turbinele”) pe Bega, proiectele a numeroase clădiri publice, bulevarde și străzi. Pentru meritele sale, în 1908 i s-a conferit Crucea de cavaler al Ordinului Franz Joseph.
Autorizația de construire a casei i-a fost eliberată la 5 septembrie 1904, iar construcția a fost teminată la 21 iulie 1905. Casa este în stilul anilor 1900, eclectic, jocul frontoanelor de pe colț fiind în stil Secession. Poarta este una dintre cele mai frumoase feronerii în stil Art Nouveau din Timișoara, motiv pentru care mai este cunoscută drept „Casa cu poartă frumoasă”. Pilaștrii verticali care susțineau feroneria nu mai există, iar adăugirile orizontale ale actualilor proprietari nu se încadrează în stilul original. De asemenea, arcadele de la etaj inițial nu au existat.

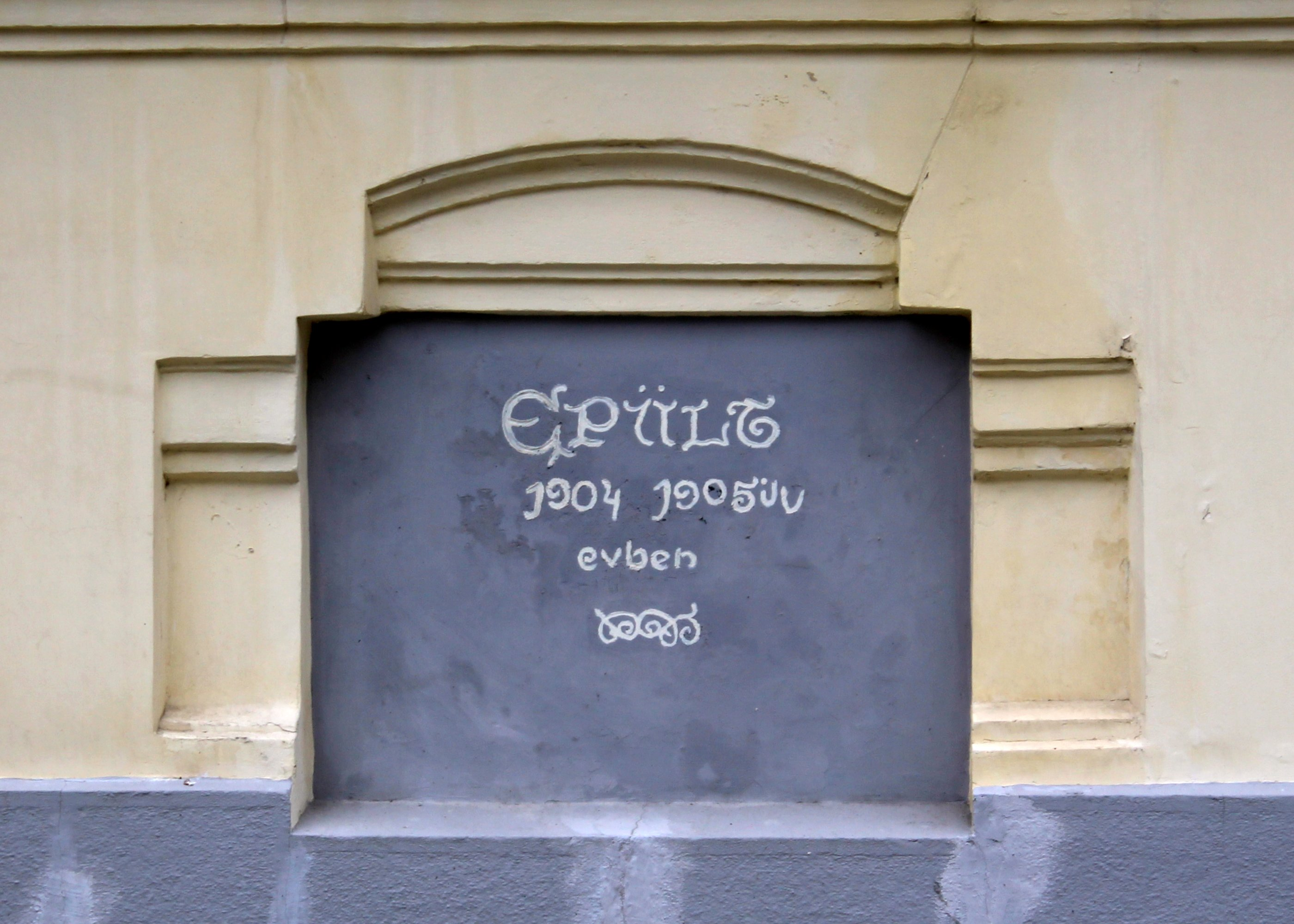
Construit (în maghiară épült) în anii 1904–1905
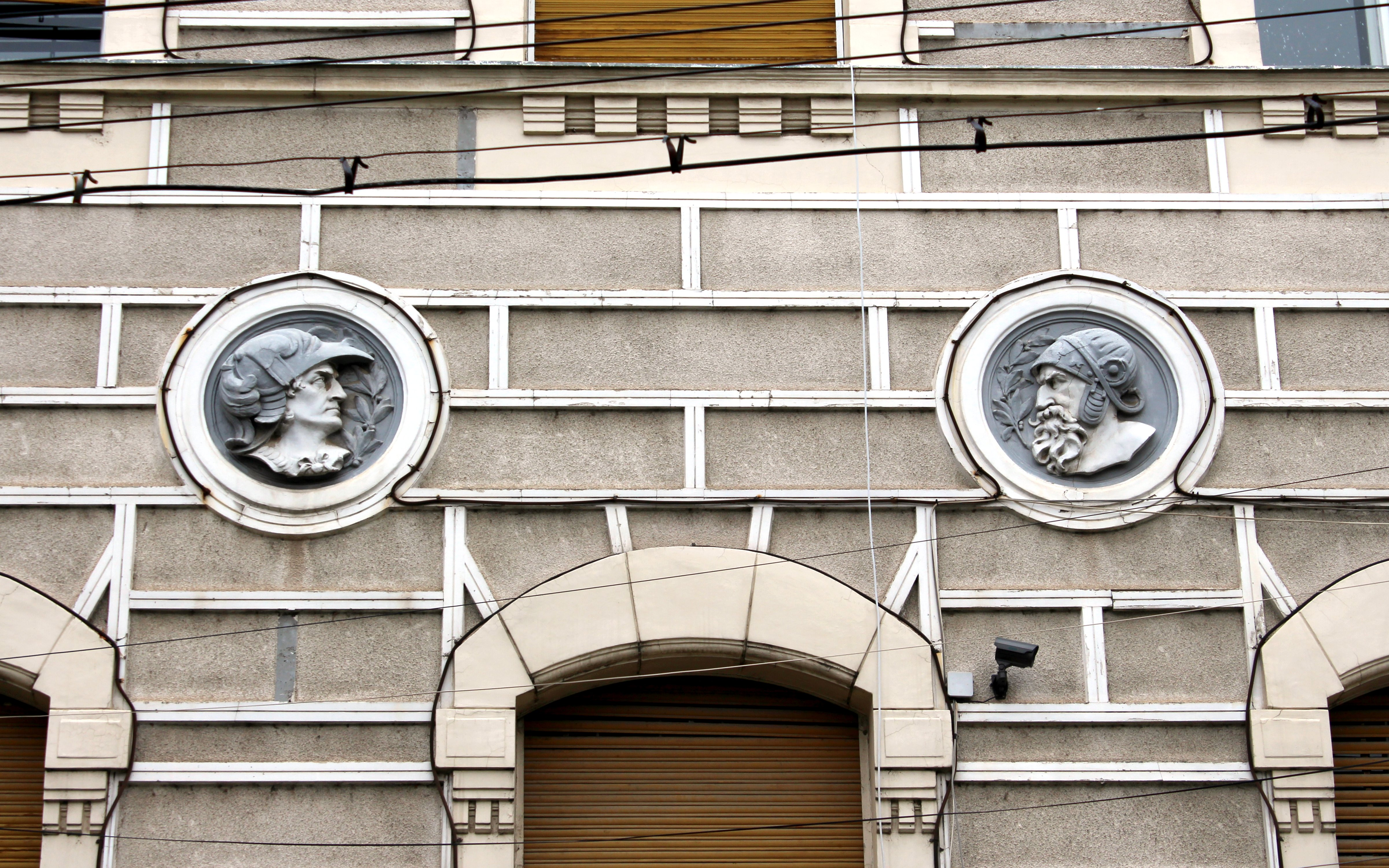
Detalii pe fațadă
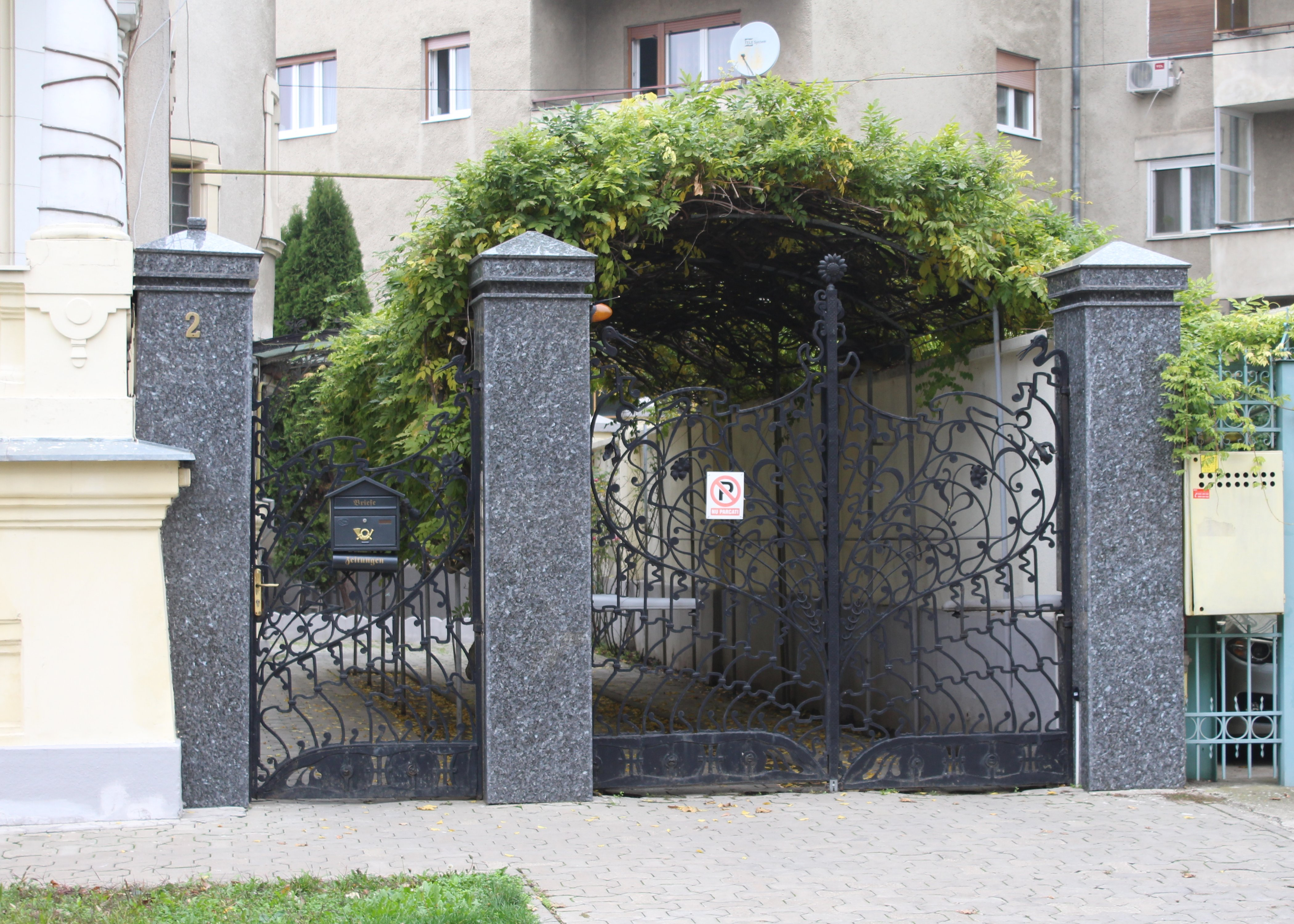
Poarta casei („poarta frumoasă”)

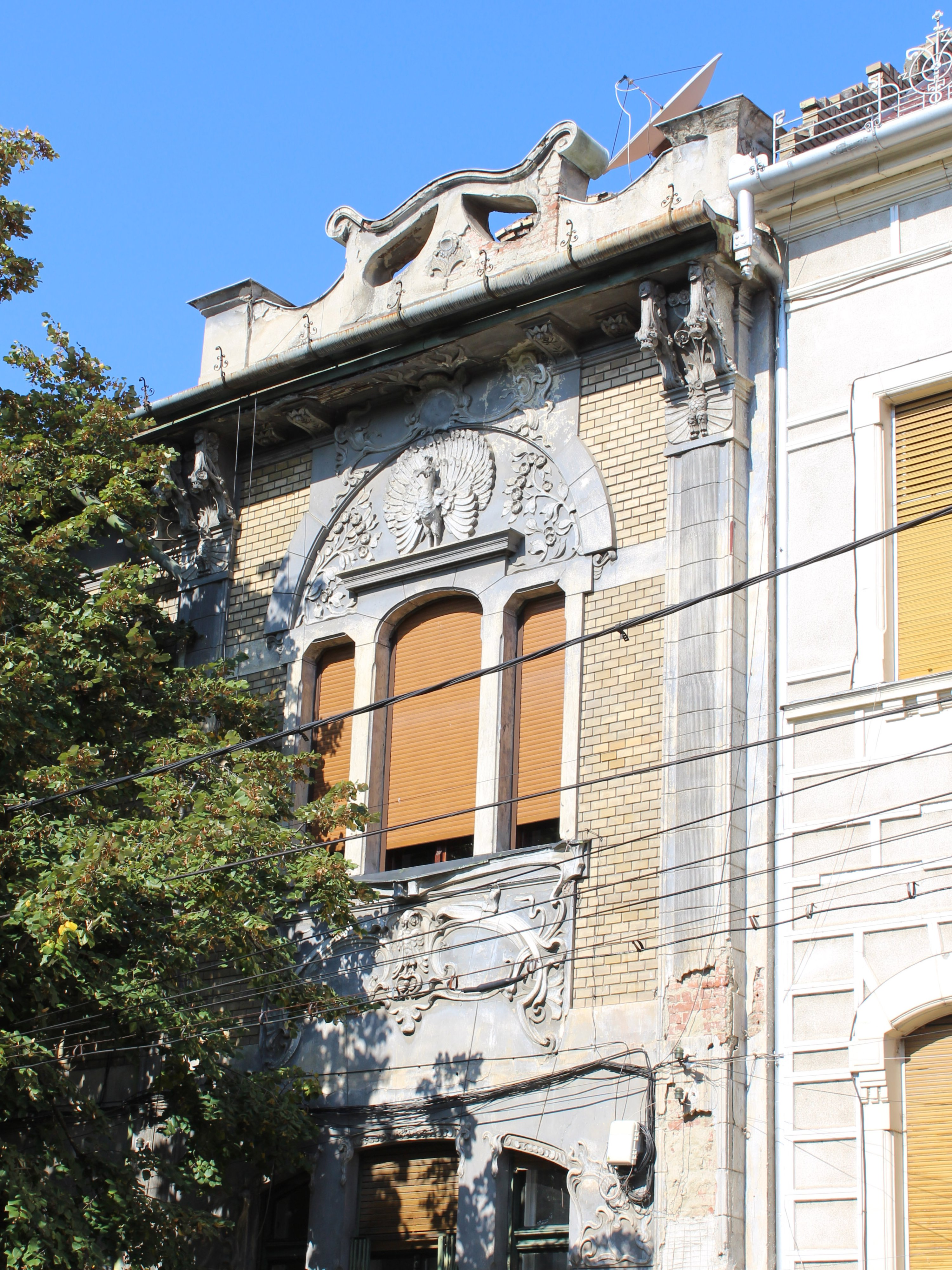
Casa Johann Hartlauer

### 2. Casa Johann Hartlauer
Alături de Casa Szilárd, spre vest, pe frontul de nord al pieței, la nr. 7, se află Casa Johann (János) Hartlauer. Autorizația de construire a casei a fost eliberată la 29 aprilie 1904, iar construcția a fost teminată la 1 noiembrie 1904. A fost proiectată de Martin Gemeinhardt, în stilul anilor 1900, curentul Art Nouveau. Decorațiile de pe fațadă sunt motive florale și zoomorfe: veverițe sub ferestre, păuni deasupra ferestrelor și bufnițe la etaj, motiv pentru care mai este cunoscută drept „Casa cu Păuni și Bufnițe”.
János Hartlauer a fost un croitor, care avea un magazin împreună cu János Khmel. Lotul de casă, de 293 de stânjeni pătrați (c. 1054 m2) a fost cumpărat cu 6446 coroane.

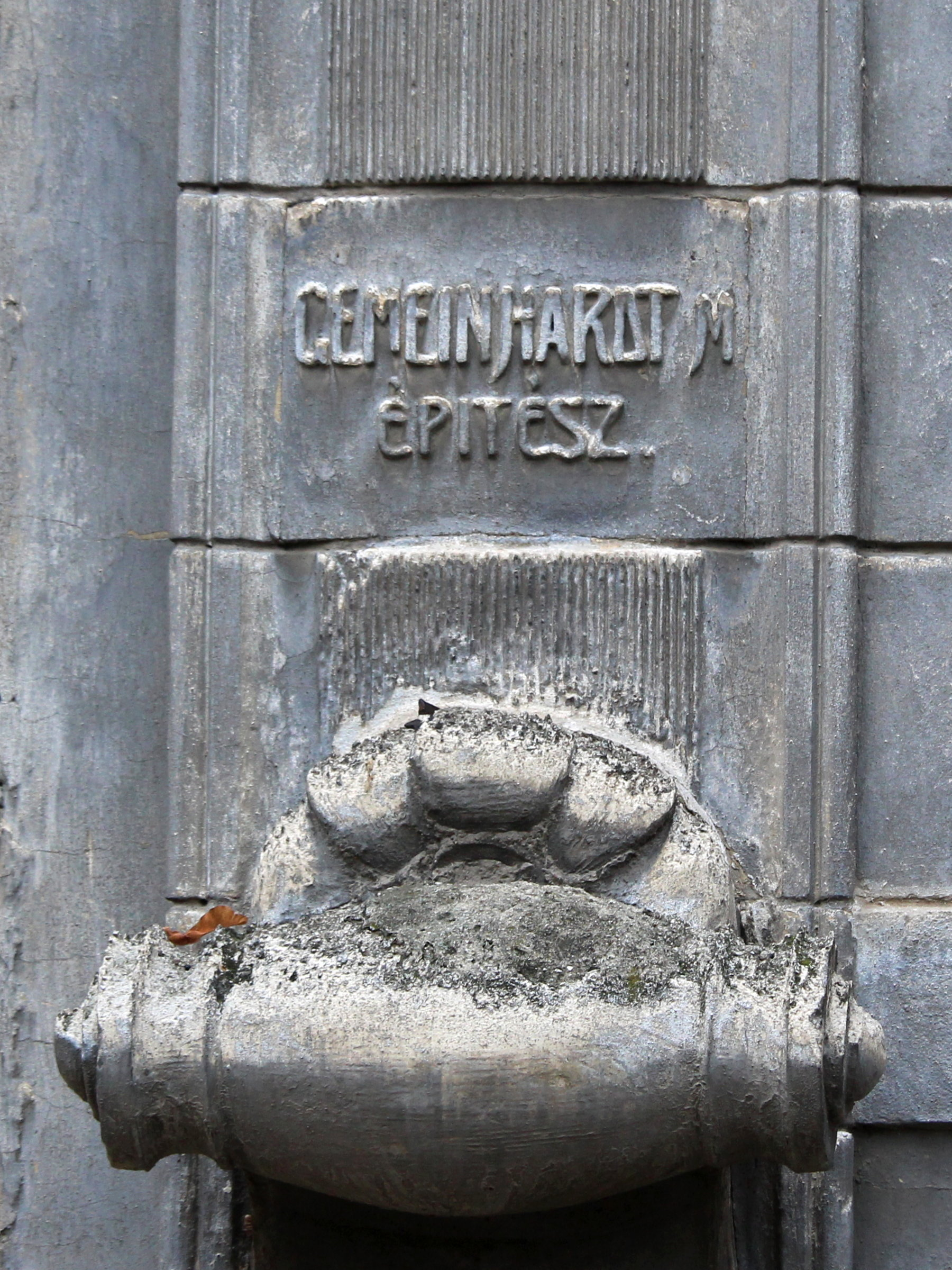
Arhitect (maghiară épitész) Gemeinhardt M.
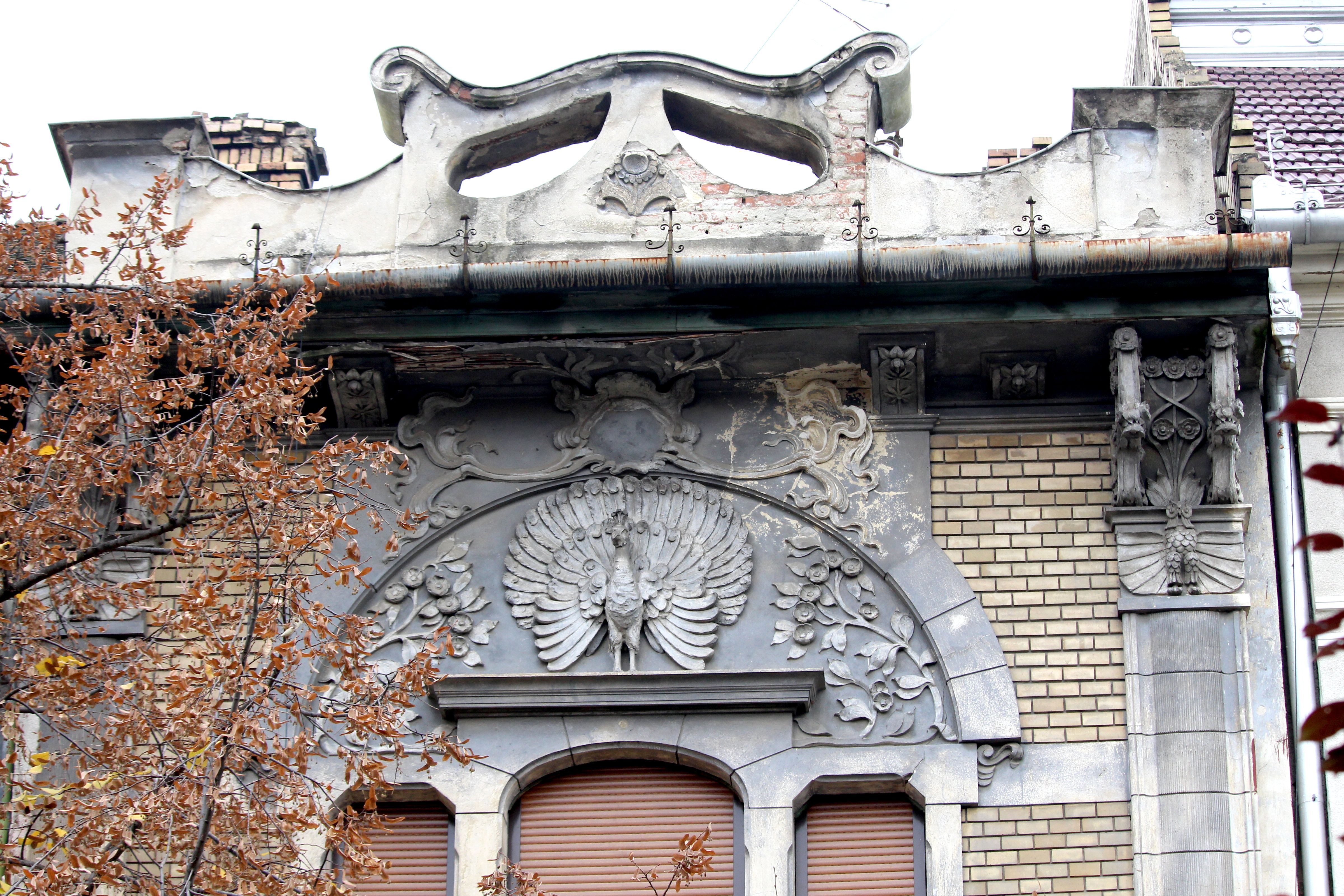
Păun, bufniță și motive florale
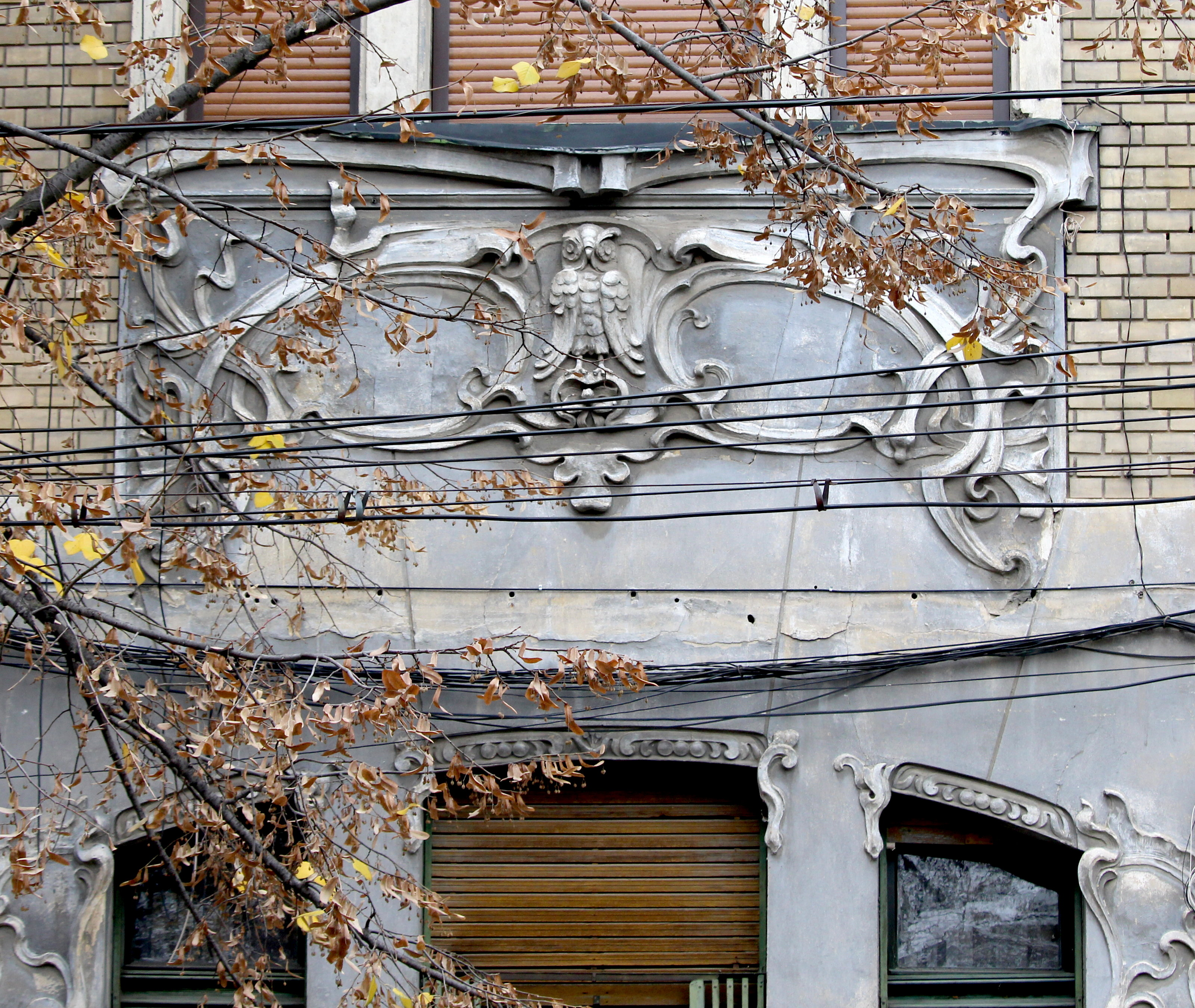
Bufniță sub fereastră de la etaj
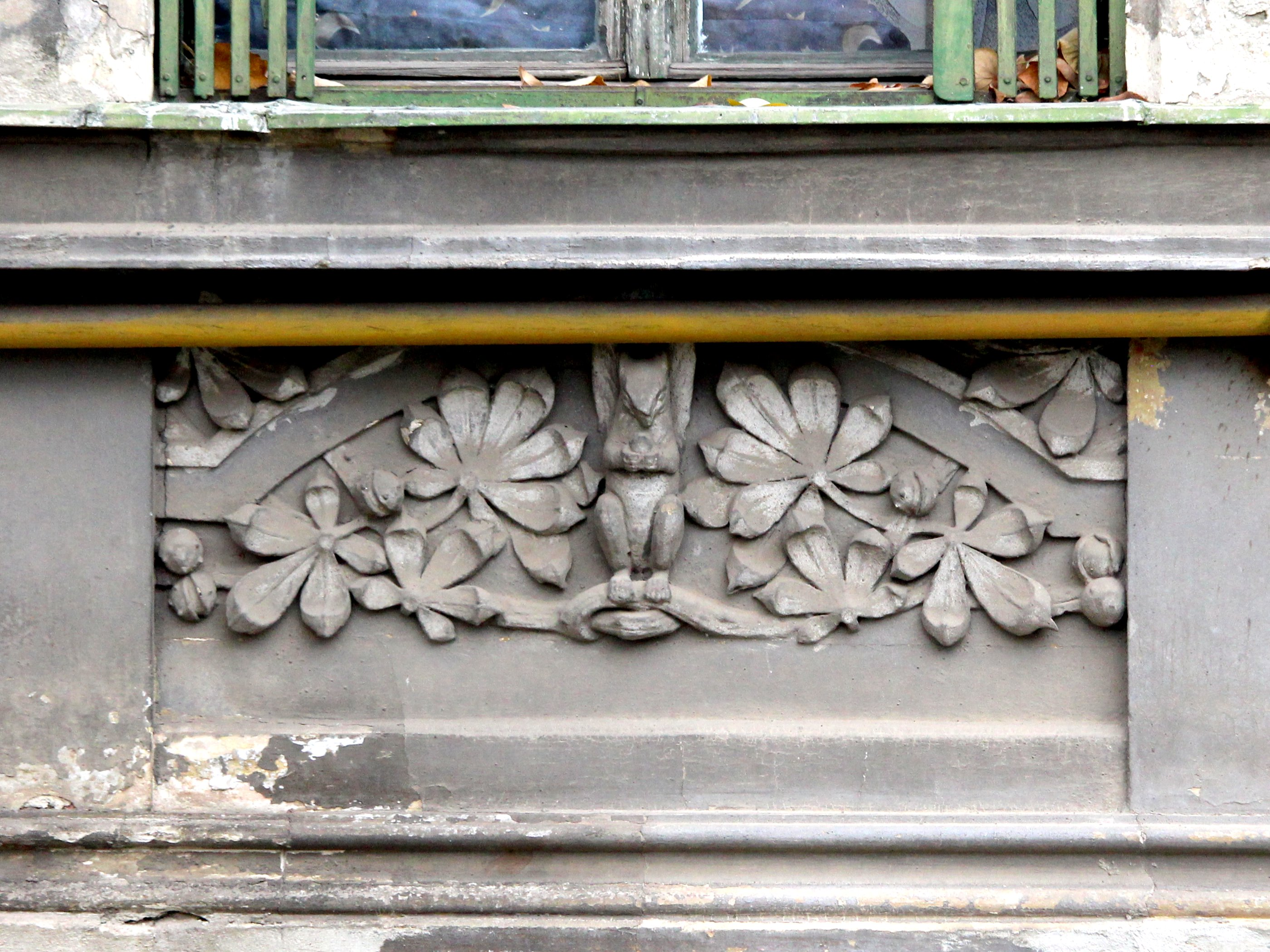
Veveriță sub fereastră de la parter

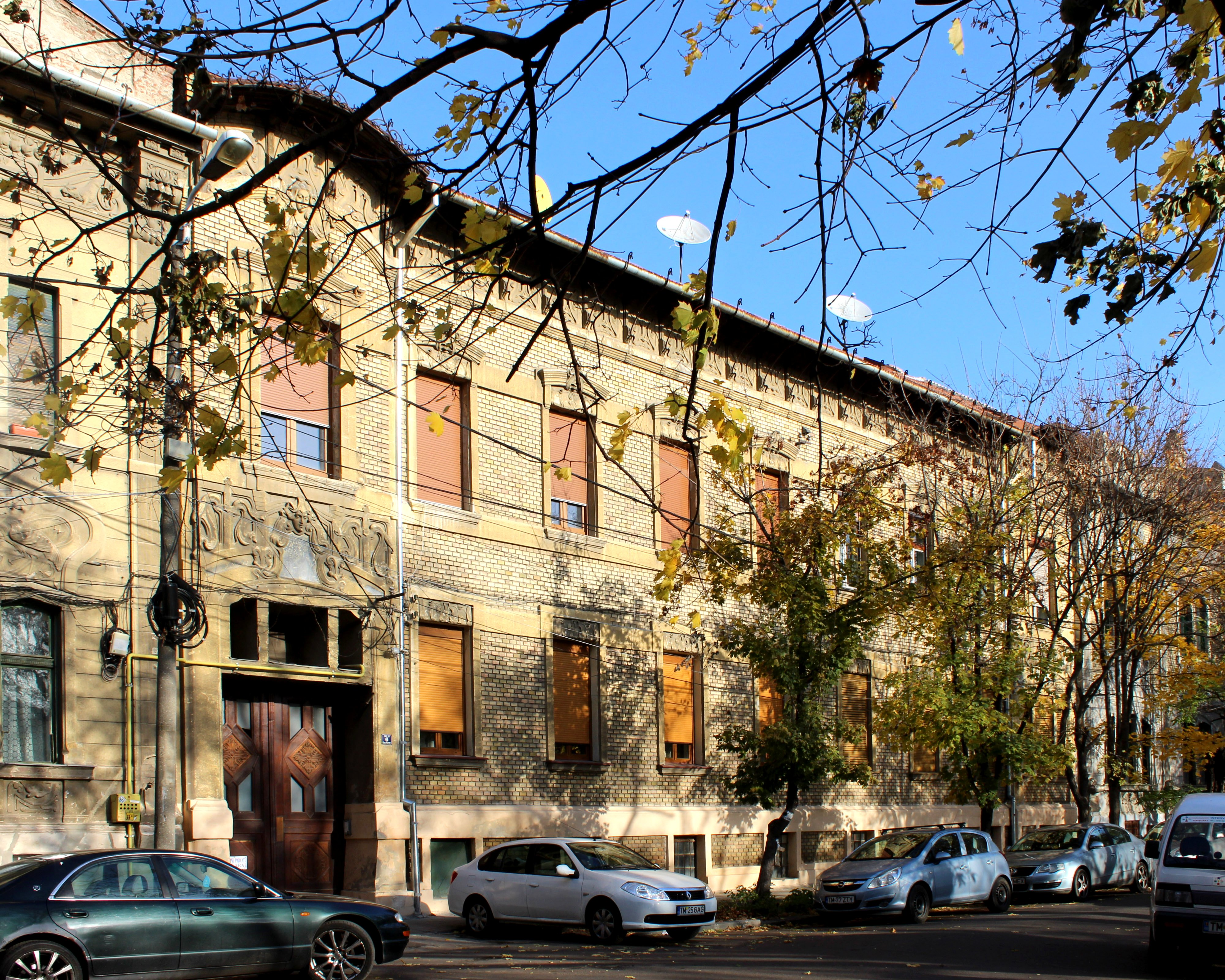
Casa Dr. Junkert

### 3. Casa Dr. Junkert

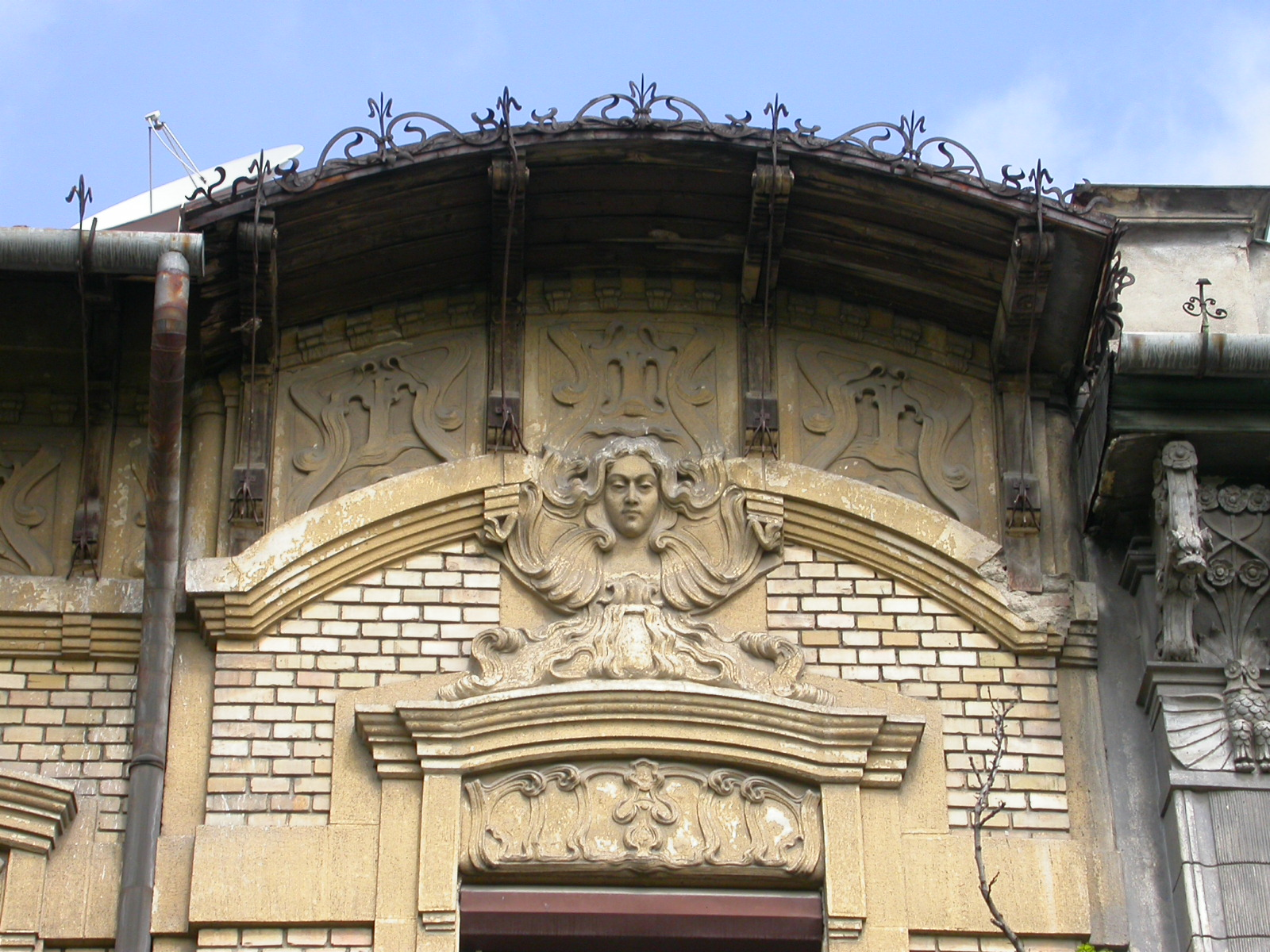
Detaliu arhitectonic

Alături de Casa Hartlauer, spre vest, pe frontul de nord al pieței, la nr. 6, se află Casa Dr. Junkert. A fost proiectată în stilul anilor 1900, curentul Art Nouveau, fiind atribuită arh. Arthur Tunner (1876–1976?), fratele lui Kórnel Tunner, care în 1903 a achiziționat lotul de casă cu 7969 coroane. Casa a fost construită în 1905 și a fost vândută în 1906 lui Dr. Mátyás Junkert pentru 50 000 de coroane. Casa a fost transformată conform autorizației eliberate la 12 mai 1909, iar aspectul actual datează din 2 iunie 1910. Edificiul se remarcă prin ornamentele care includ chipuri feminine.
Kórnel Tunner a fost un pietrar, cunoscut în special pentru monumentele funerare.
Dr. Mátyás Junkert a fost un avocat, mason în loja Losonczy, aparținând de Marea Lojă Simbolică din Ungaria, cunoscut și ca editor al cotidianului politic Temesvári Hirlap.

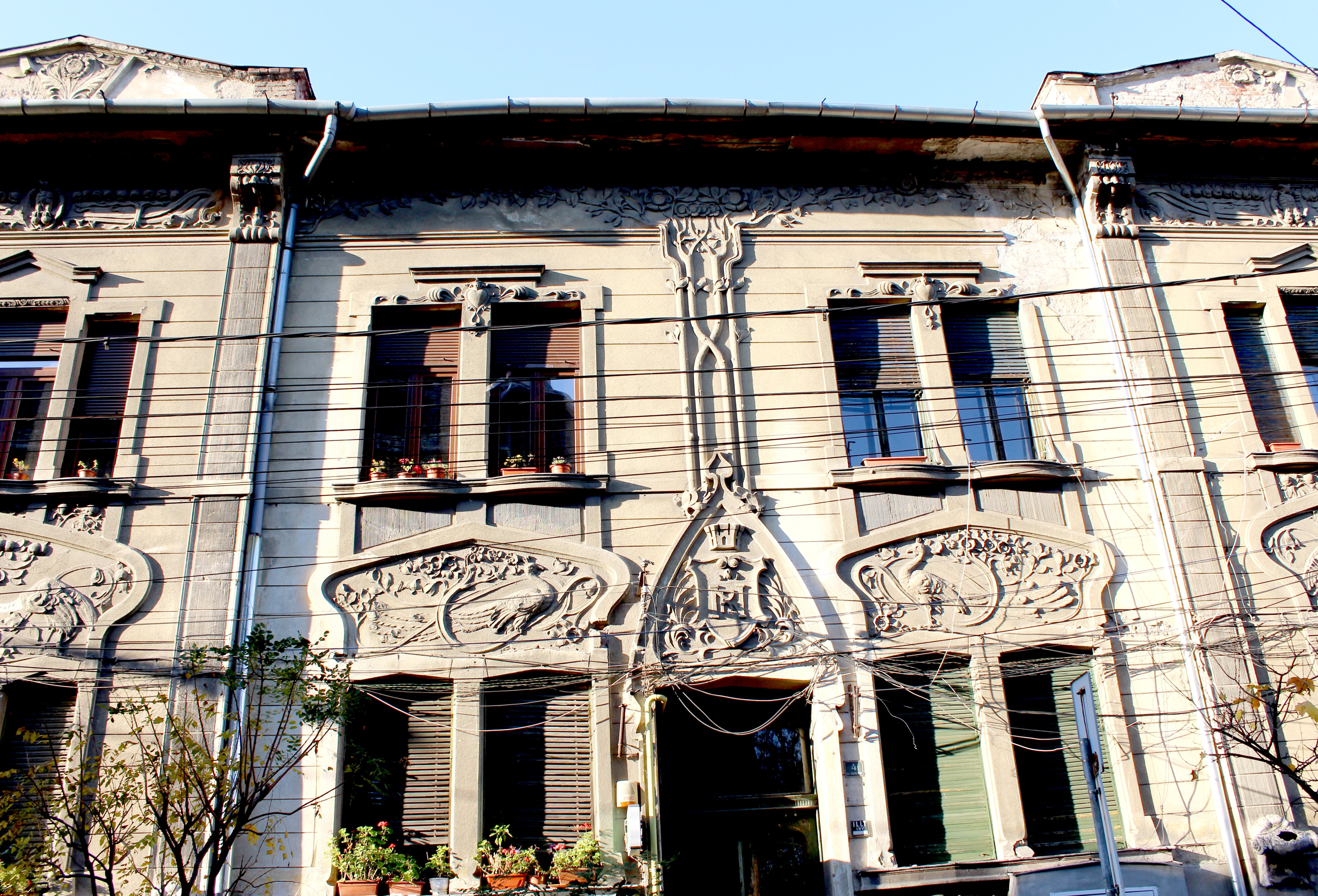
Casa Romulus Nicolin

### 4. Casa Romulus Nicolin
Tot pe frontul de nord al pieței, în colțul de nord-vest, pe strada General Henri Berthelot, nr. 4, se află Casa Romulus Nicolin. Afcesta a achiziționat în 1903 lotul de 292 de stânjeni pătrați (c. 1050 m2) cu 6424 de coroane. Autorizația de construire a casei a fost eliberată la 9 februarie 1904, iar construcția a fost teminată la 14 septembrie 1904. A fost proiectată tot de Martin Gemeinhardt, în stilul anilor 1900, curentul Art Nouveau. Aspectul actual este conform autorizației de adăugire din 14 aprilie 1910. Decorațiile fațadei sunt asemănătoare cu cele ale Casei cu Păuni și Bufnițe, operă a aceluiași arhitect. În centru, pe axa clădirii, apare Pomul vieții, iar în rest motive zoomorfe: bufnițe, lupi și în special păuni, motiv pentru care casa mai este cunoscută drept „Casa cu Păuni”. Deasupra intrării se vede monograma proprietarului, „RN”. Decorațiile formează o compoziție unitară, iar reprezentarea Pomului vieții este considerată cea mai reușită din Timișoara.
Romulus Nicolin era un frizer român cunoscut, al cărui salon se afla în Cetate pe strada Takarékpénztár, actual str. 9 Mai.

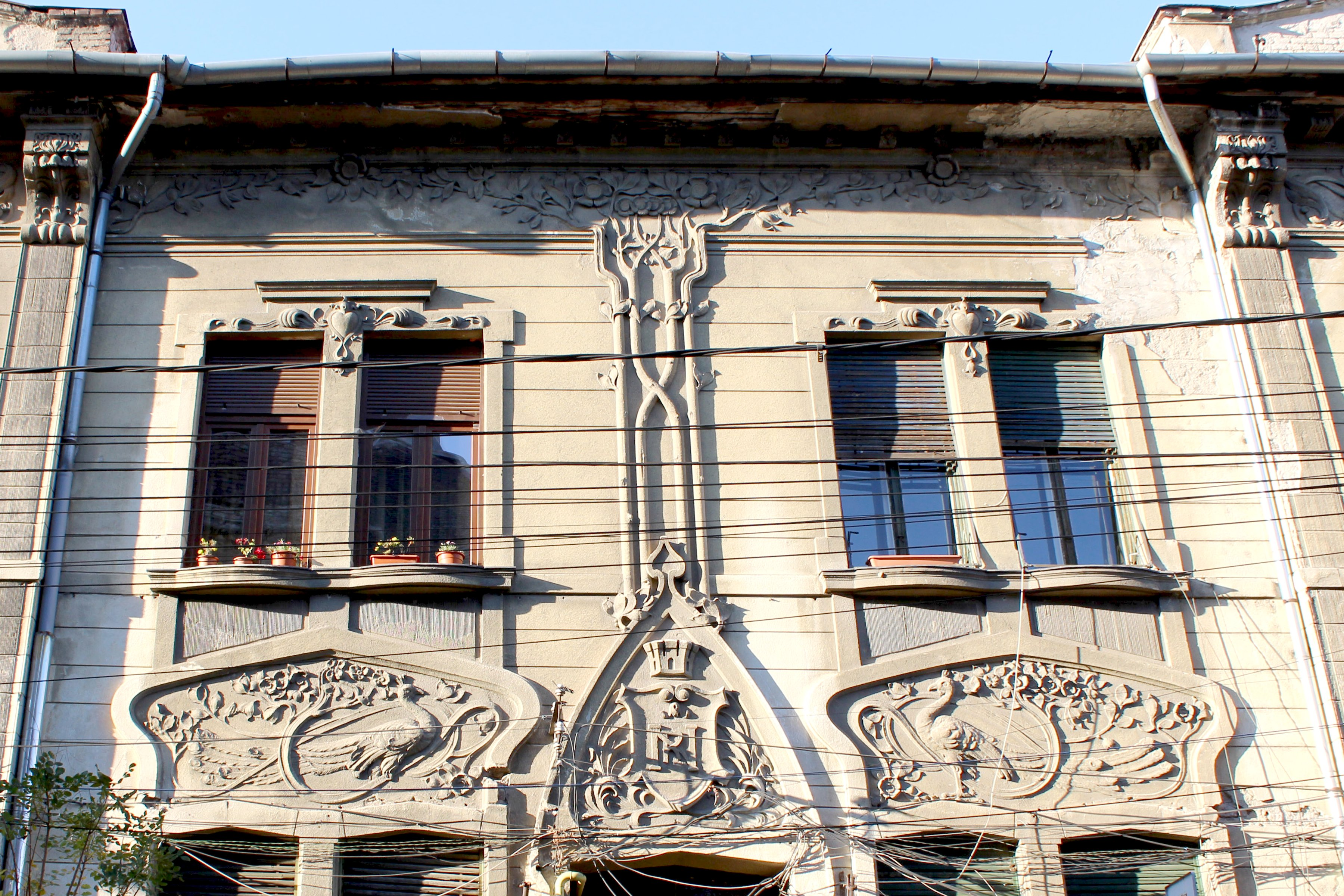
Pomul vieții și păuni
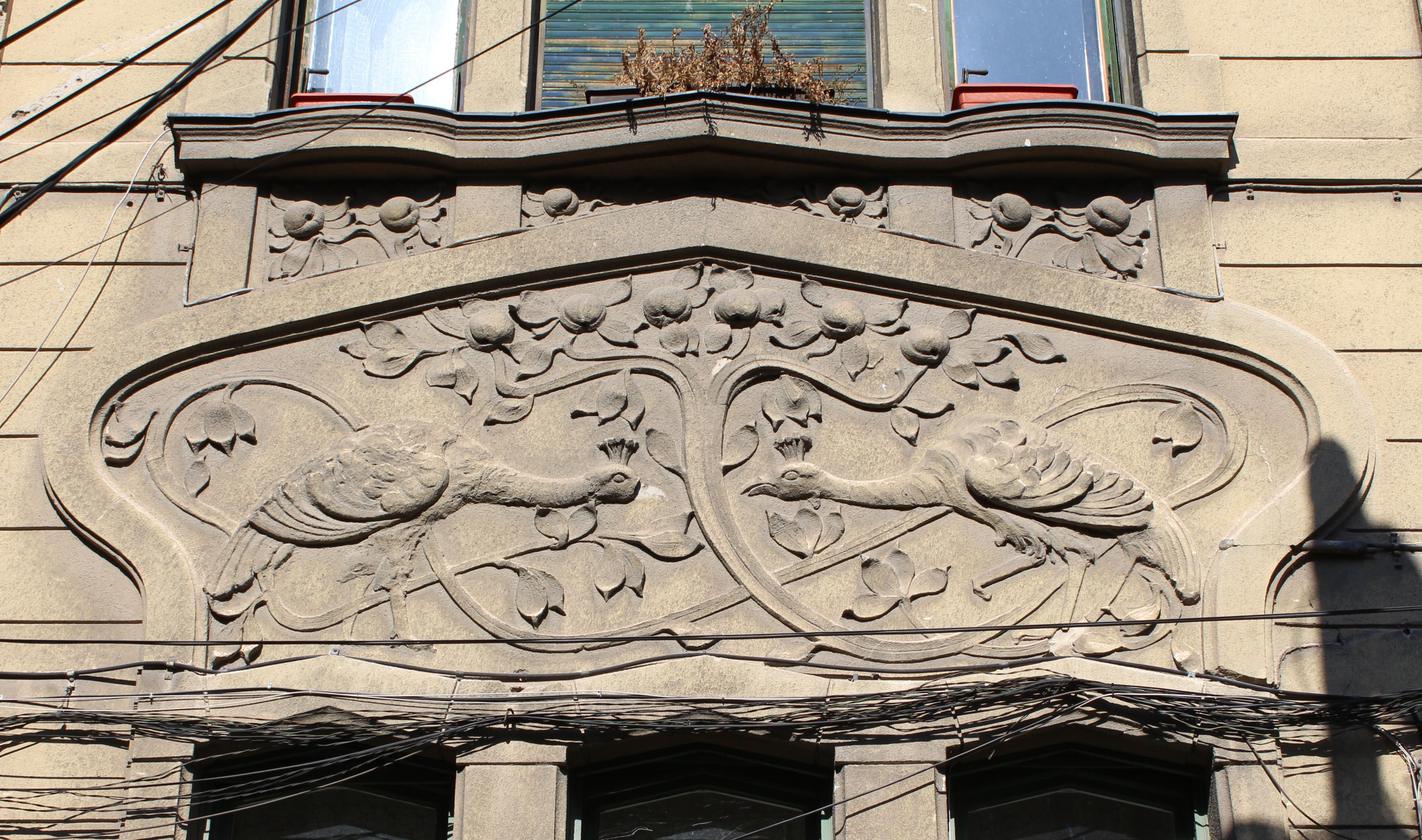
Păuni și motive florale
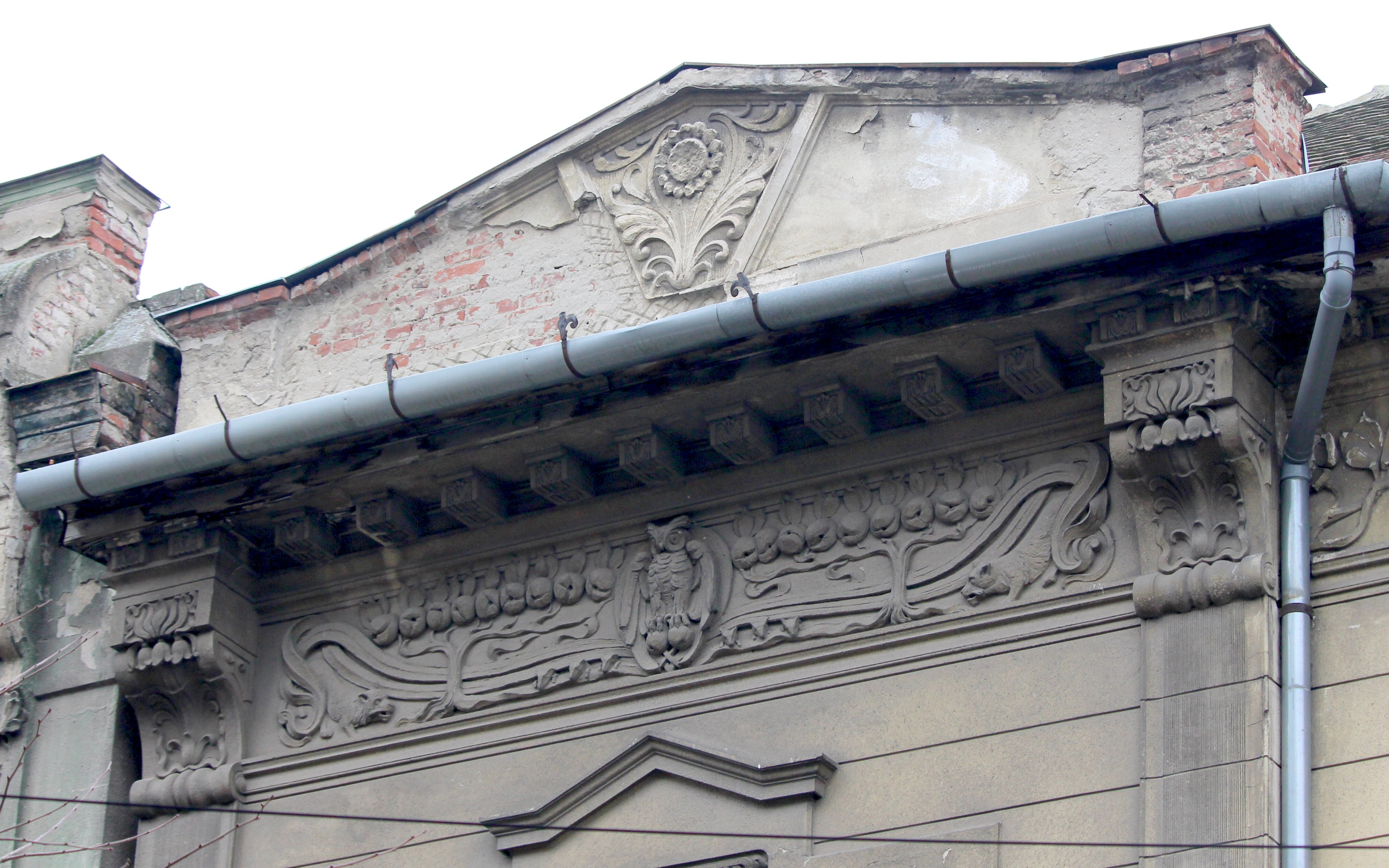
Bufniță și motive florale

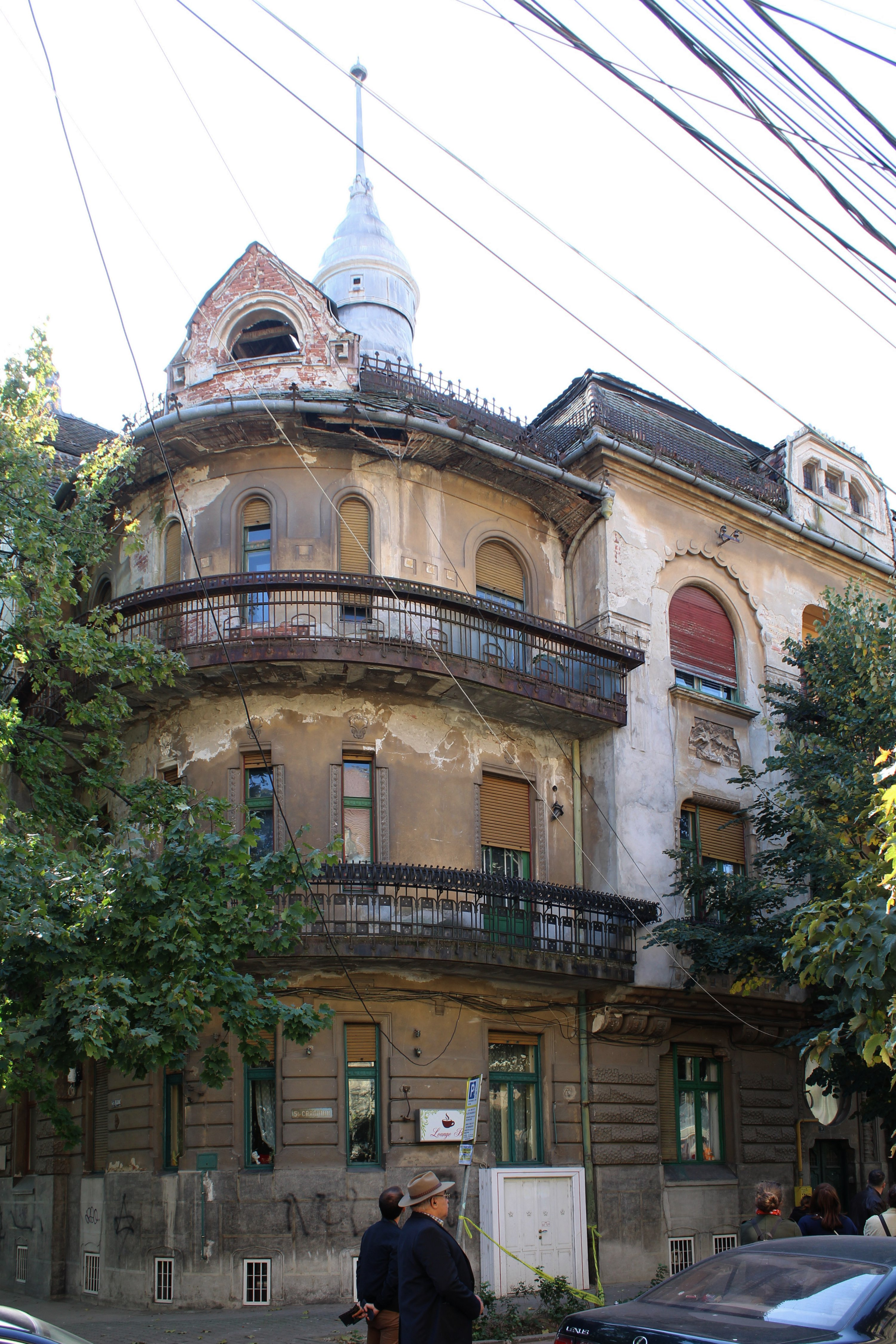
Palatul Dr. Adolf Vértes

### 5. Palatul Dr. Adolf Vértes
Vizavi de Casa Romulus Nicolin, tot în colțul de nord-vest al pieței, dar pe frontul de vest, pe strada General Henri Berthelot, nr. 5, se află Palatul Dr. Adolf Vértes. Inițial lotul a fost cumpărat de Dr. József Klemann cu suma de 10500 de coroane, fiind trecut lui Adolf Vértes. Autorizația de construire a fost eliberată la 4 octombrie 1909, iar construcția a fost teminată la 30 august 1910. A fost conceput în biroul de proiectări al lui László Székely, proiectul fiind semnat de el, dar legenda afirmă că a fost conceput de arh. Jakob Klein (1869–1934), practicant acolo, motiv pentru care mai este cunoscut drept „Palatul Jakob Klein”. Palatul este în stilul anilor 1900, curentul Secession. Colțul dinspre Piața Plevnei este rotunjit, având un turn din tablă. Parterul clădirii este tratat ca o bază puternic bosată. Pe fațada către Str. Henri Berthelot este accentuată plastic traveea intrării, iar deasupra ferestrelor de la etajul I sunt două medalioane cu reliefuri, unul este cu o tânără care cântă la vioară, iar celălalt cu una care culege flori. Actual, medalionul cu tânăra care culege flori nu mai există, s-a distrus. Holul de intrare este bogat ornamentat cu plăci de faianță, iar balustrada scării este o feronerie cu motive stilizate în formă de lalea.
Dr. Adolf Vértes (1861, Seghedin – 1930, Budapesta) a fost un avocat, până în 1919 președinte al Camerei Avocaților din Timișoara, iar după, vicepreședinte al baroului, președinte fiind Dr. Aurel Cosma. În 1898 a înființat Fundația Dr. Vértes Adolf pentru ajutorarea materială a deținuților. A fost deputat în consiliul municipal la orașului, atât înainte de 1919, cât și după. A fost președinte al Comunității Neologe din Cetate și al Curatoriului Liceului Israelit. A fost primul Maestru mason al lojii Losonczy, de la înființarea ei, în 1899 și până în 1919. A fost președinte al asociației care se îngrijea de îndoliați și bolnavi și al asociației de ajutorare a fetelor de măritat.

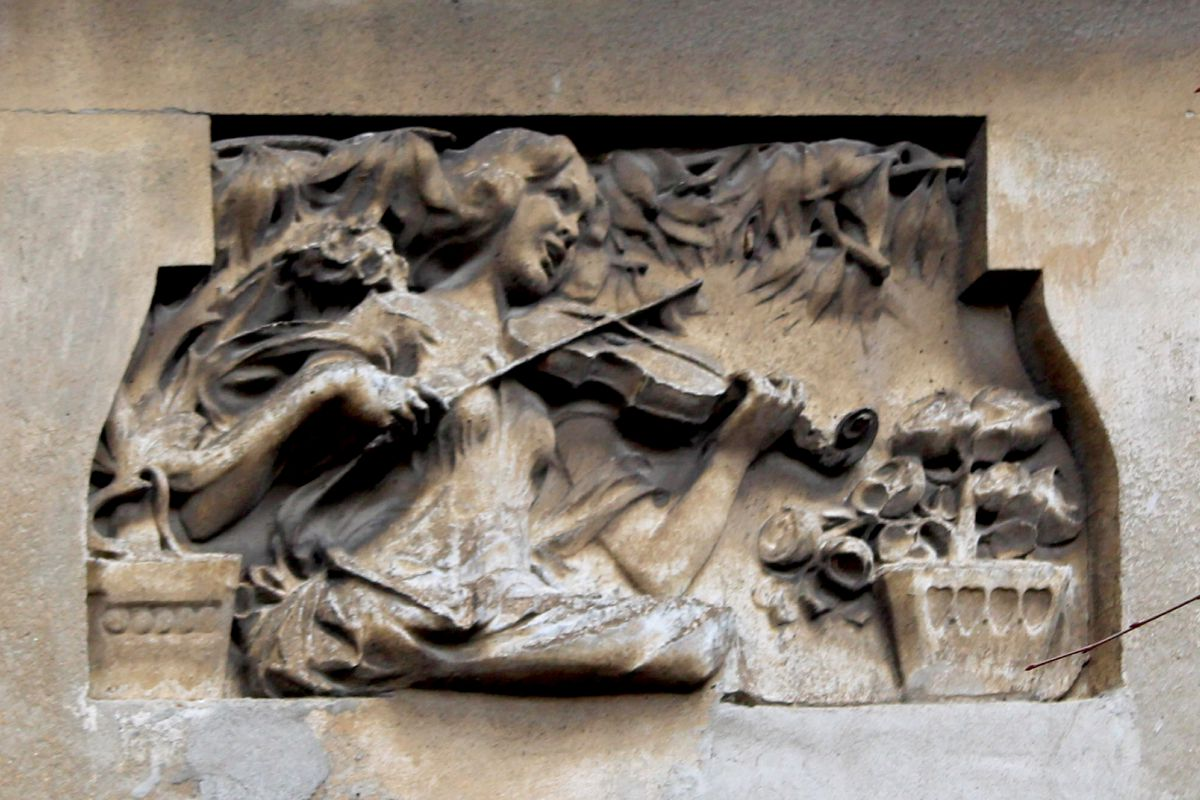
Medalionul cu tânăra cu vioara
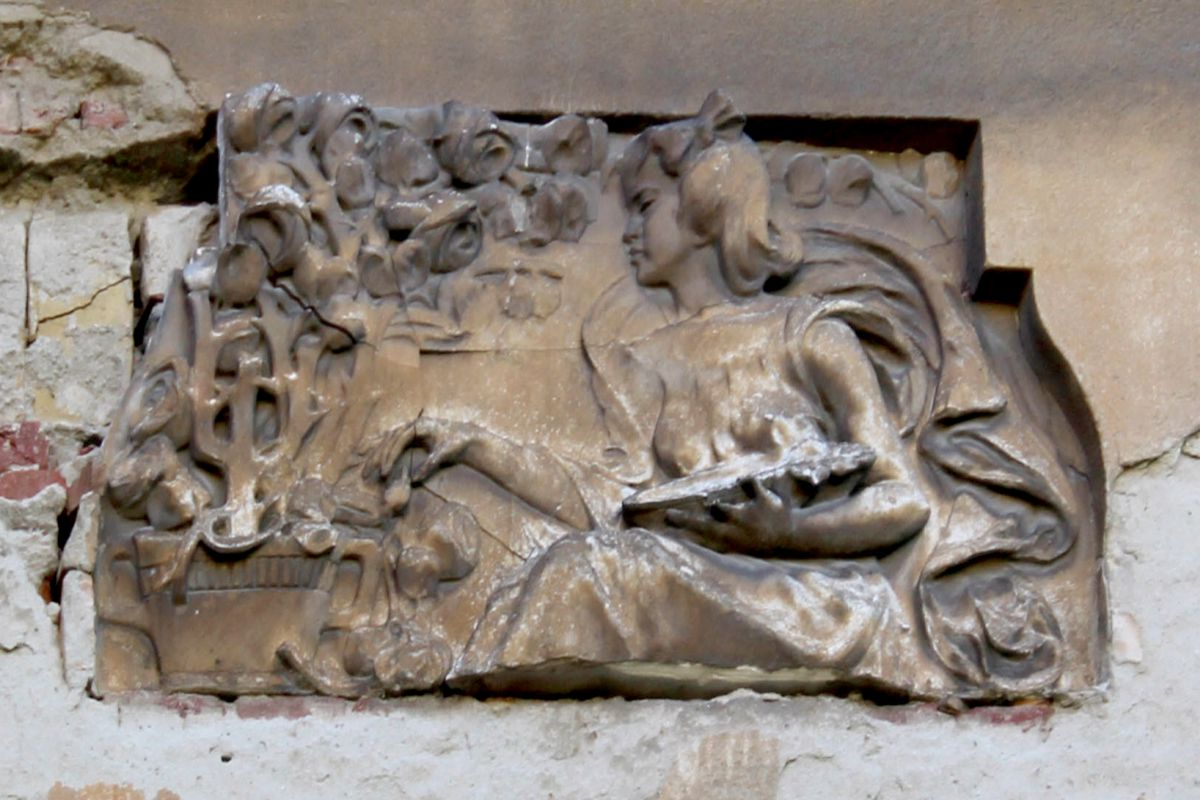
Medalionul cu tânăra culegând flori

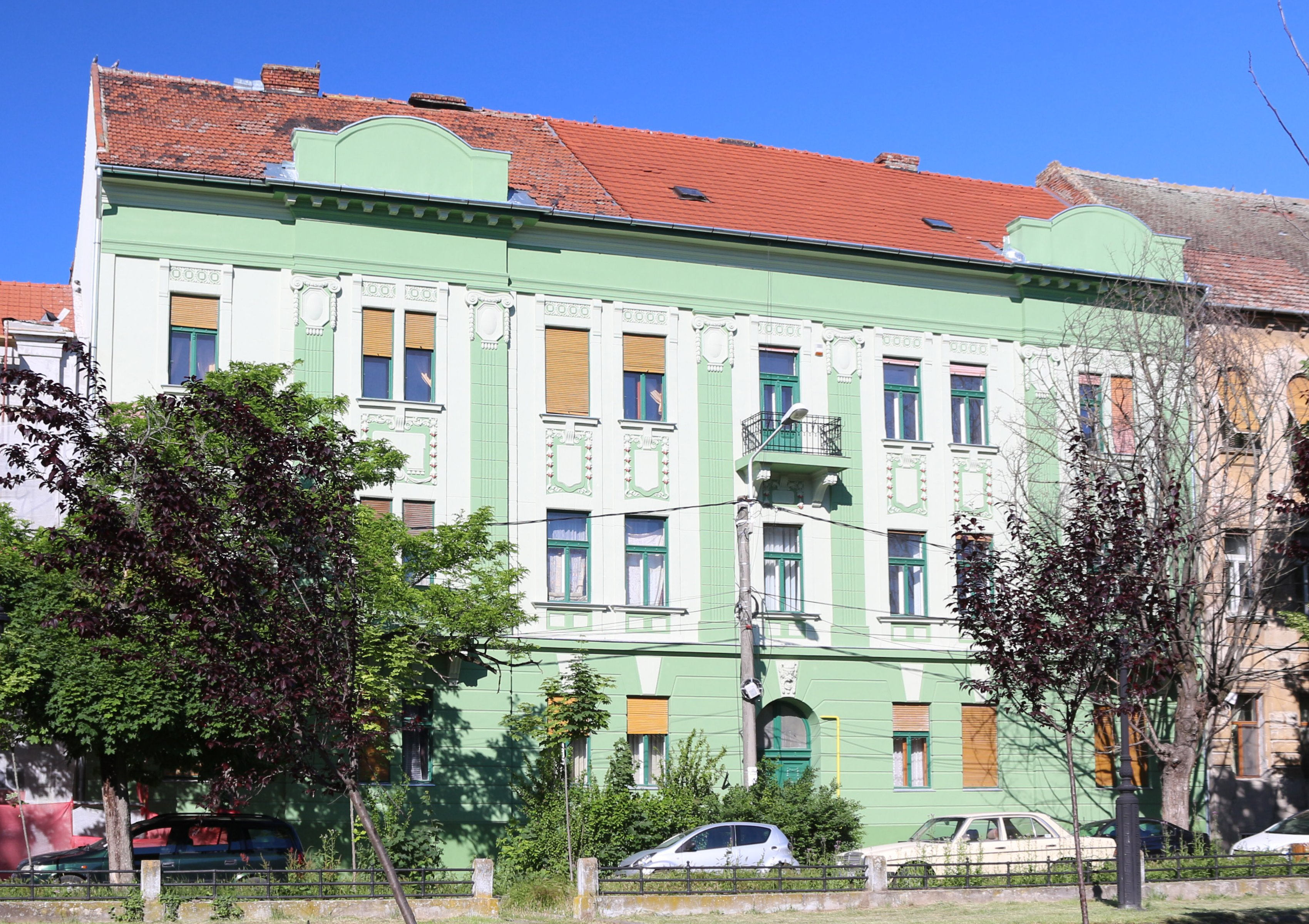
Casa János Hartlauer (2)

### 6. Casa Johann Hartlauer (2)

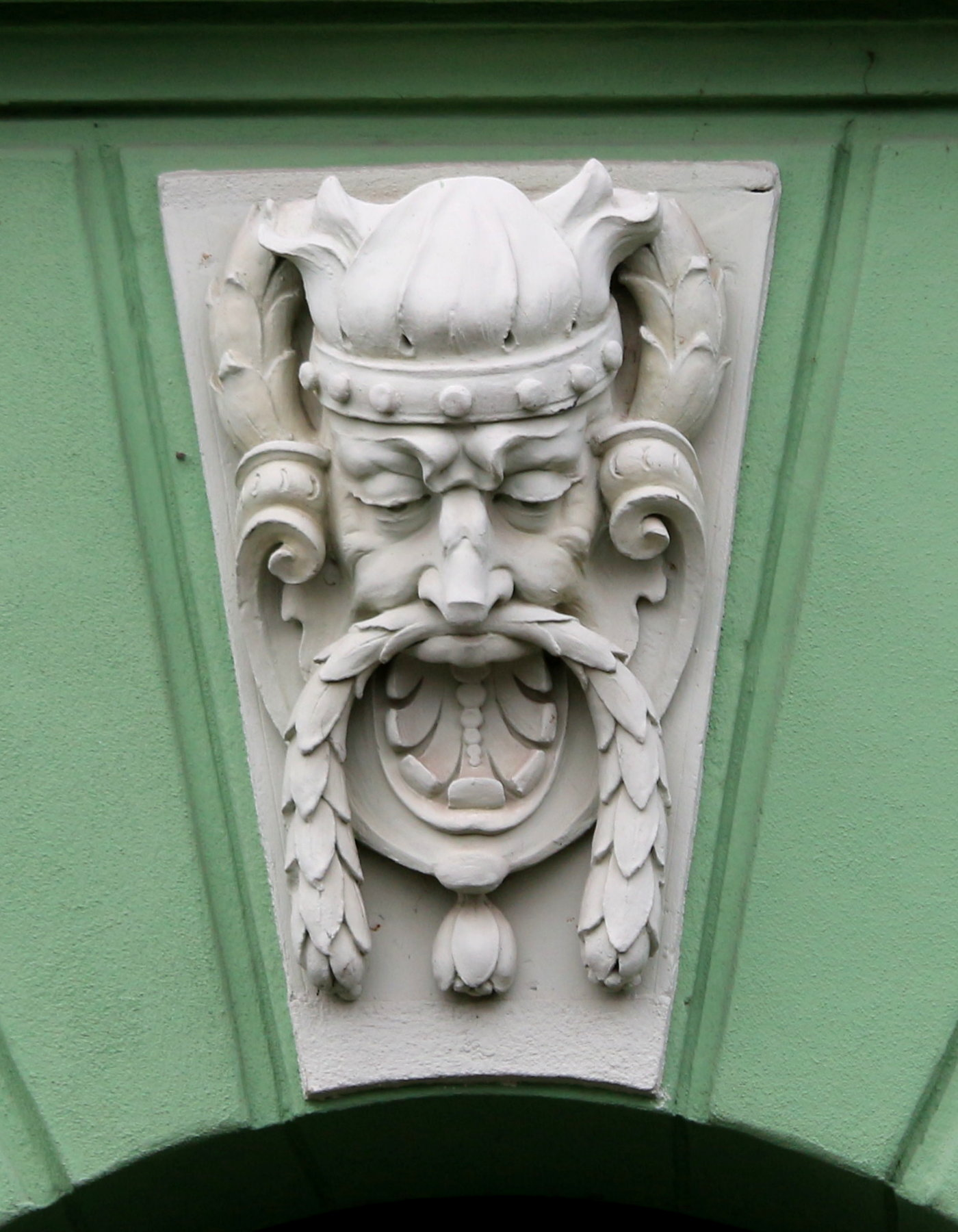
Omul verde deasupra intrării

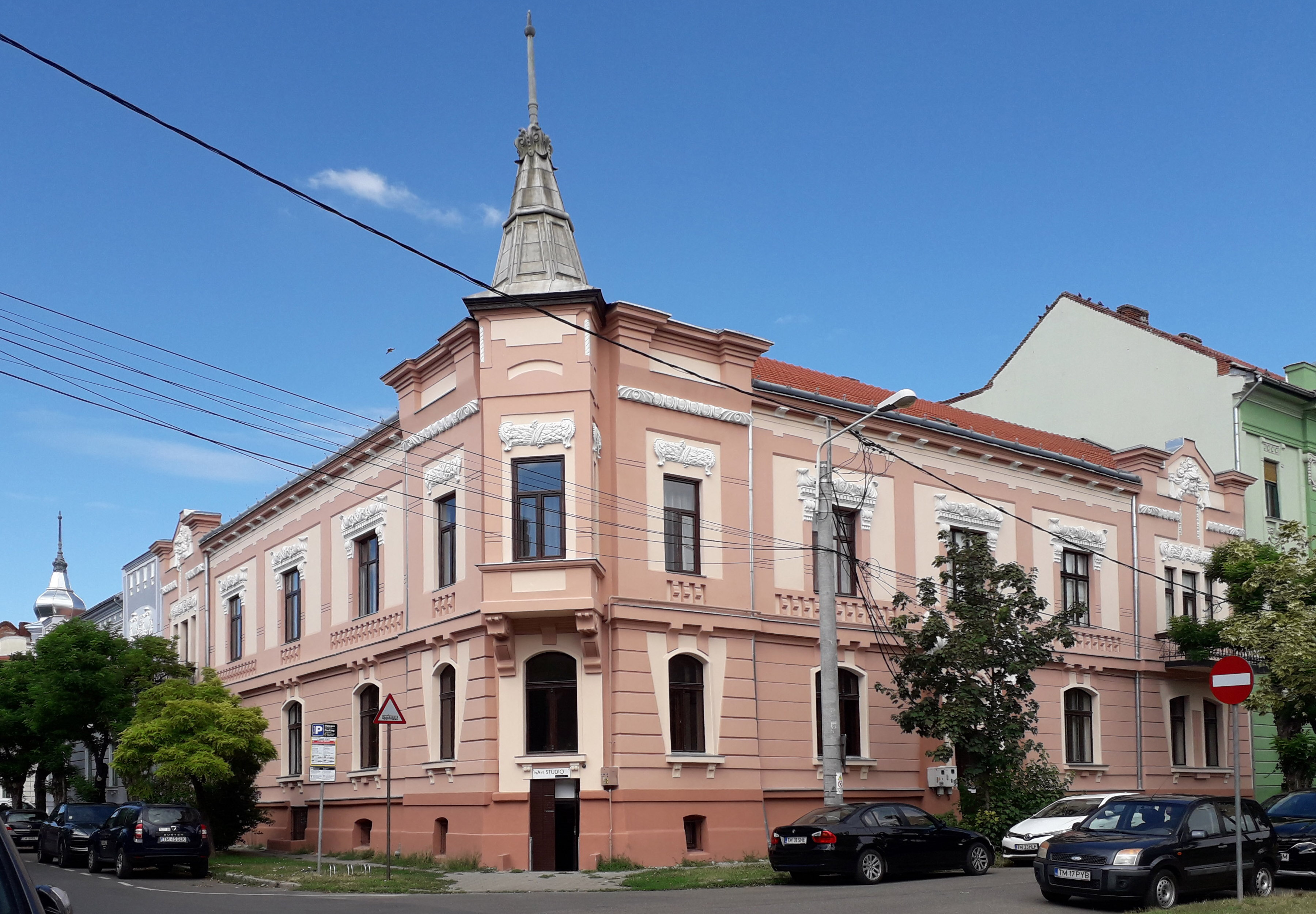
Casa Dezső Marx și soția

Lăngă Palatul Dr. Adolf Vértes, pe frontul de vest al pieței, la nr. 5, se află o altă casă a lui Johann (János) Hartlauer, proiectată tot de Martin Gemeinhardt. Lotul, de 212,2 stânjeni pătrați (c. 763 m2), cumpărat în 1909, a costat 10610 coroane. Autorizația de construire a fost obținută la 12 iulie 1909, iar finalizarea clădirii a avut loc la 29 iulie 1910. Clădirea, cu două etaje, construită drept casă de raport (cu partamente de închiriat), este mult mai puțin decorată ca aceea din 1904. Deasupra intrării există un mascaron care reprezintă Omul verde.

### 7. Casa Dezső Marx și soția

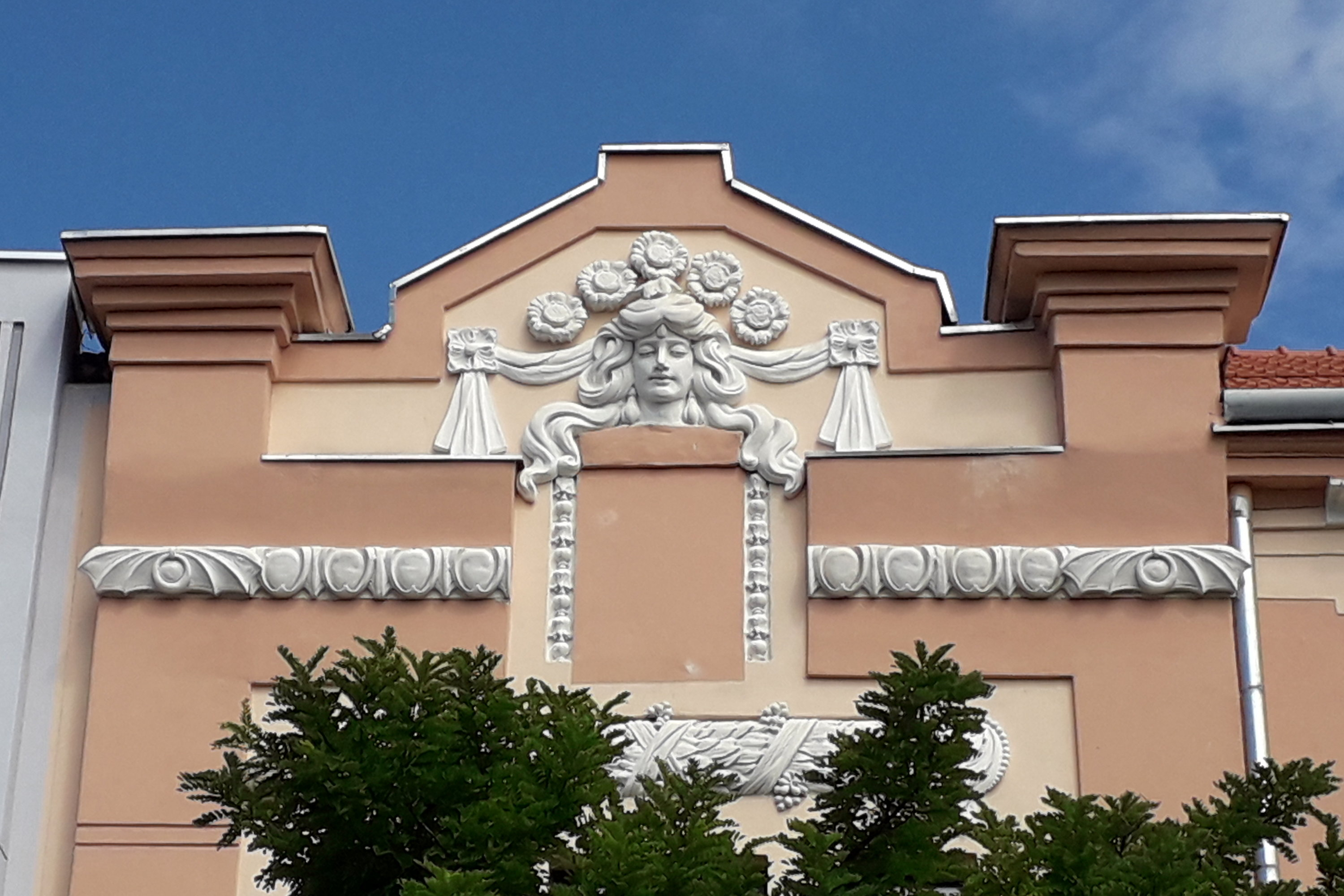
Medusa pe unul dintre aticele casei

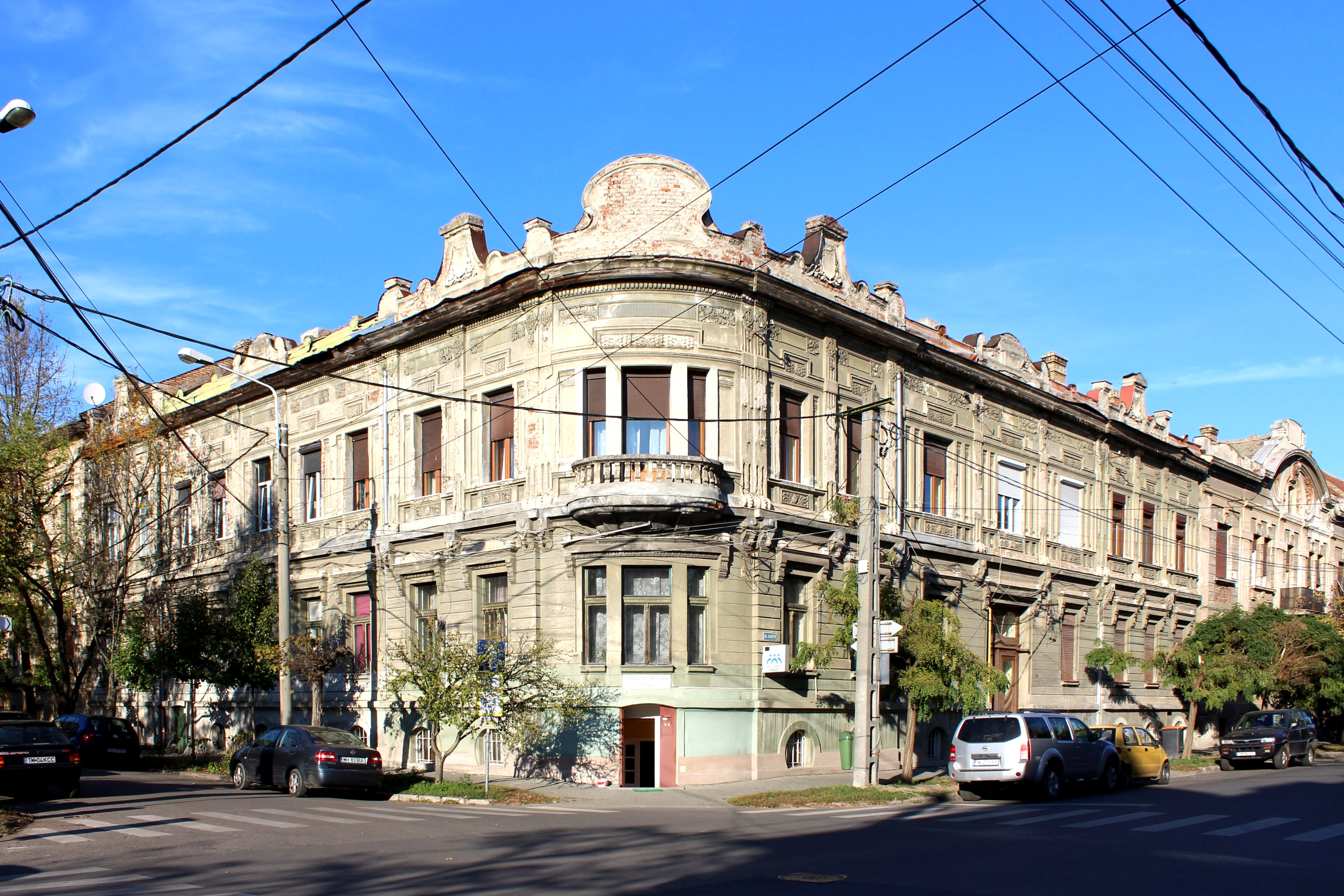
Casa László Vaniss și soția

Pe colțul de sud-vest al pieței, la nr. 4, se află Casa Dezső Marx și soția, proiectul fiind atribuit lui Eduard Reiter. Lotul pe care a fost construită avea tot 212,2 stânjeni pătrați și a costat tot 10610 coroane. Autorizația de construire a fost obținută la 19 iunie 1907, iar finalizarea clădirii a avut loc la 19 octombrie 1907, clădirea fiind ridicată foarte repede. Pe colț există un bovindou, iar la capetele clădirii sunt atice decorate cu motivul Medusei și al florii-soarelui. Poarta este specifică stilului Secession.

### 8. Casa László Vaniss și soția
Pe colțul de sud-est al pieței, pe str. Mitropolit Ioan Mețianu, fostă str. Brașov, respectiv Kőszeghy utca, la nr. 8, se află Casa László Vaniss și soția. Lotul pe care a fost construită, cu sprafața de 230 de stânjeni pătrați (c. 827 m2) a fost cumpărat de Vaniss în 1905 cu 6900 de coroane. Autorizația de construire a fost obținută în aprilie 1905, iar clădirea a fost finalizată în același an. Clădirea, în stil Secession, are colțul în arc de cerc. Este singura casă din Piața Plevnei decorată doar cu motive vegetale, fără decorațiuni zoomorfe sau antropomorfe.
Farmacistul László Vaniss locuia și avea o farmacie în Giarmata și nu a locuit în Timișoara, casa fiind una cu apartamente de închiriat.

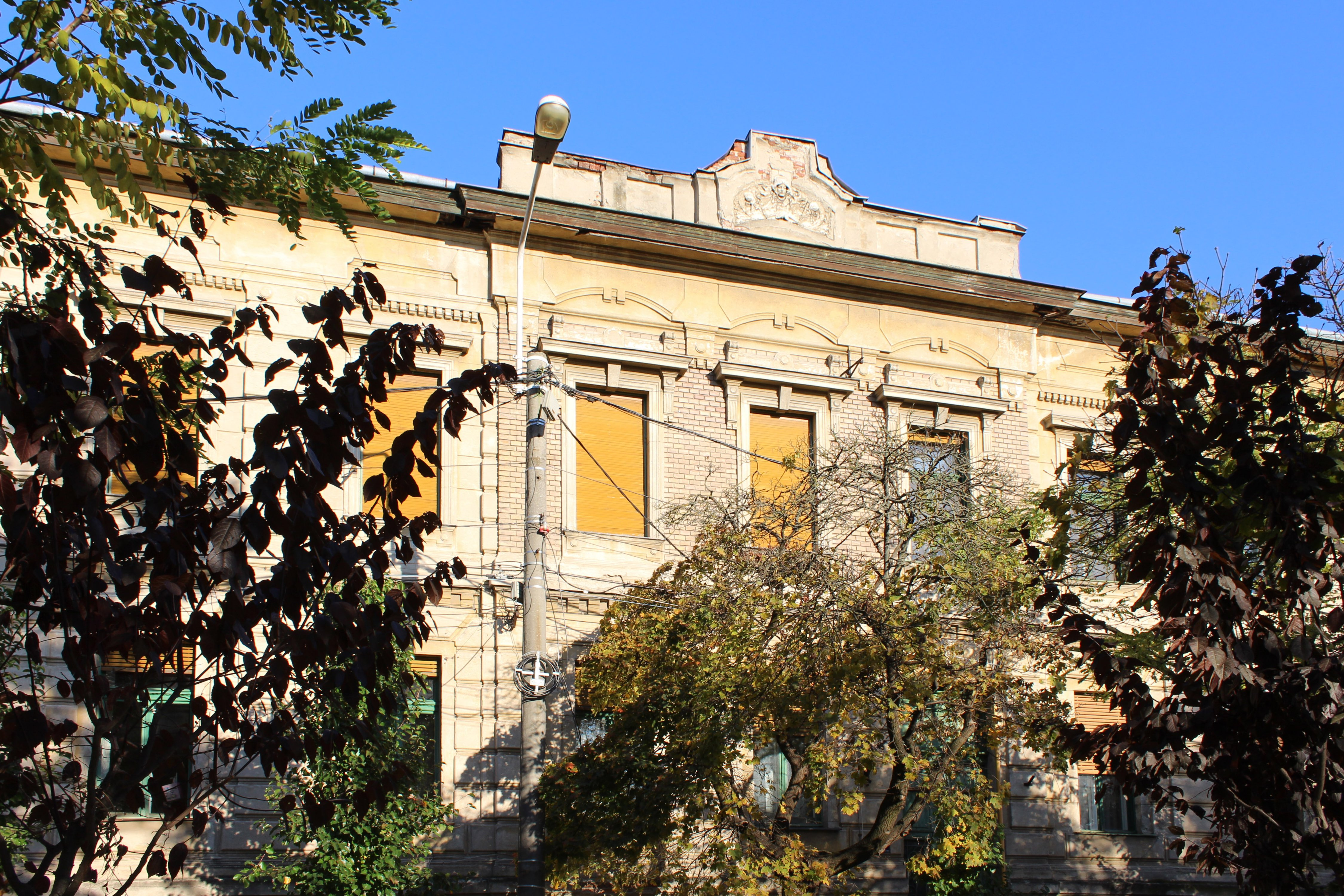
Casa Károly Fichtner

### 9. Casa Károly Fichtner
În mijlocul frontului de est al pieței, la nr. 1, se află Casa Károly Fichtner, proiectată de Ernő Fogl. Lotul pe care a fost construită, cu sprafața de 230 de stânjeni pătrați (c. 827 m2) a fost licitat în 1904 de Ernő Neuhausz, care a oferit 6500 de coroane, însă insuficient. Lotul a fost obținut în 1905 de Károly Fichtner cu 6900 de coroane. Autorizația de construire a fost obținută la 29 septembrie 1906, iar clădirea a fost finalizată la 3 august 1907. Clădirea are o fațadă relativ simplă, singura decorațiune mai importantă fiind un chip antopomorf pe in atic situat la mijlocul acoperișului.
Károly Fichtner a fost șeful de șantier al lui Ernő Fogl. A decedat la scurt timp după finalizarea aceste case.

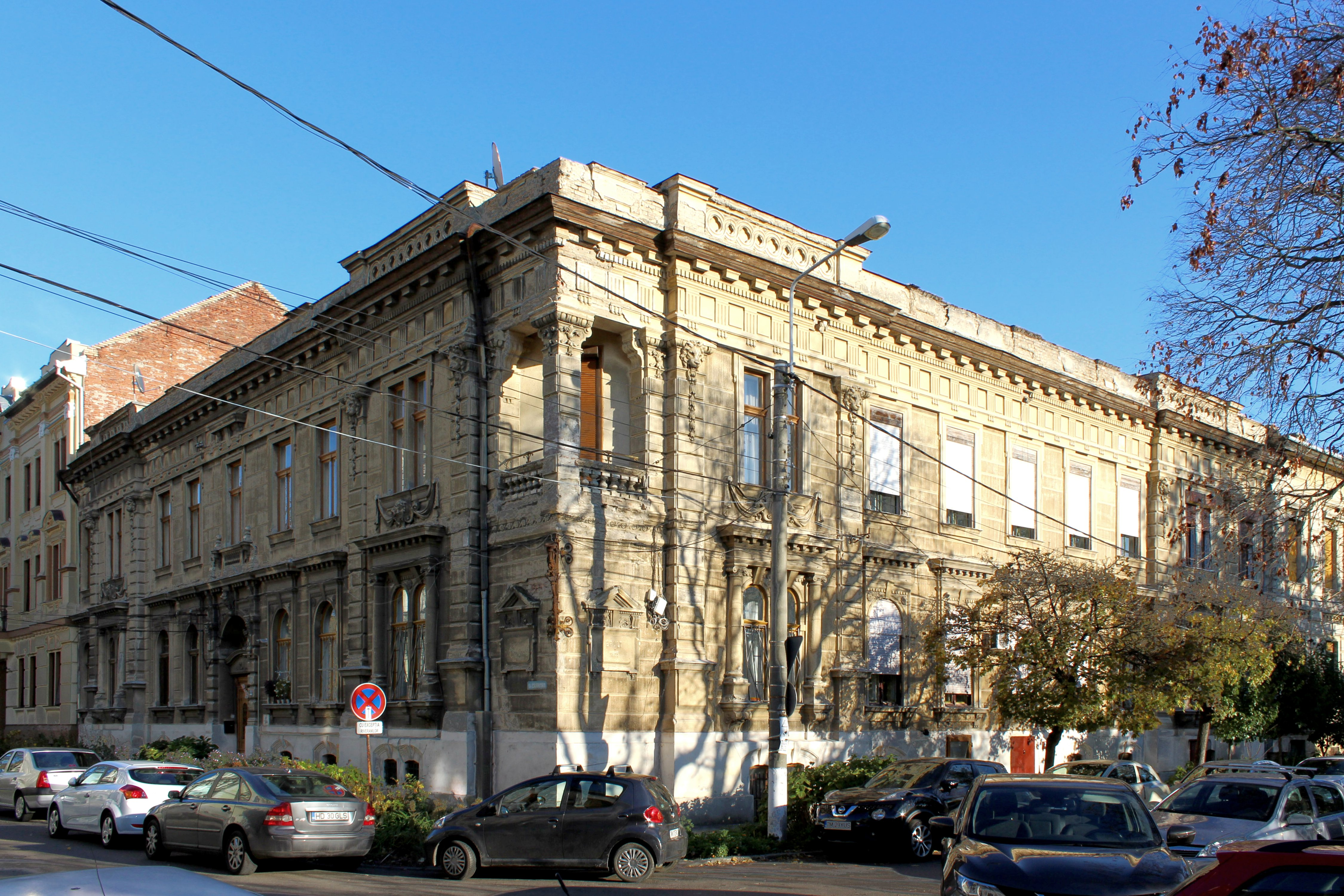
Casa Ernő Fogl

### 10. Casa Ernő Fogl
La capătul de nord al frontului de est al pieței, pe str. General Henry Berthelot la nr. 3, se află Casa Ernő Fogl. Deși Ernő Fogl era el însuși arhitect, clădirea a fost proiectată de Elemér Makay. Lotul pe care a fost construită, de 231 de stânjeni pătrați (c. 831 m2) a fost cumpărat de Ernő Fogl în 1905 cu 6930 de coroane. Autorizația de construire a fost obținută la 20 martie 1905, iar clădirea a fost finalizată la 2 noiebrie 1905, lucru marcat și pe o inscripție de pe fațada spre parc. Clădirea, în stil eclectic istoricist, este bogat ornamentată, cu mascaroane, capete de lei, omul verde și altele. În 1907 Ernő Fogl a vândut casa lui Gyula Koronghy, președintele Primei Case de Economii din Caransebeș pentru suma de 100 000 de coroane. În 1917 acesta a vândut casa propriei sale soții cu 111 300 de coroane.

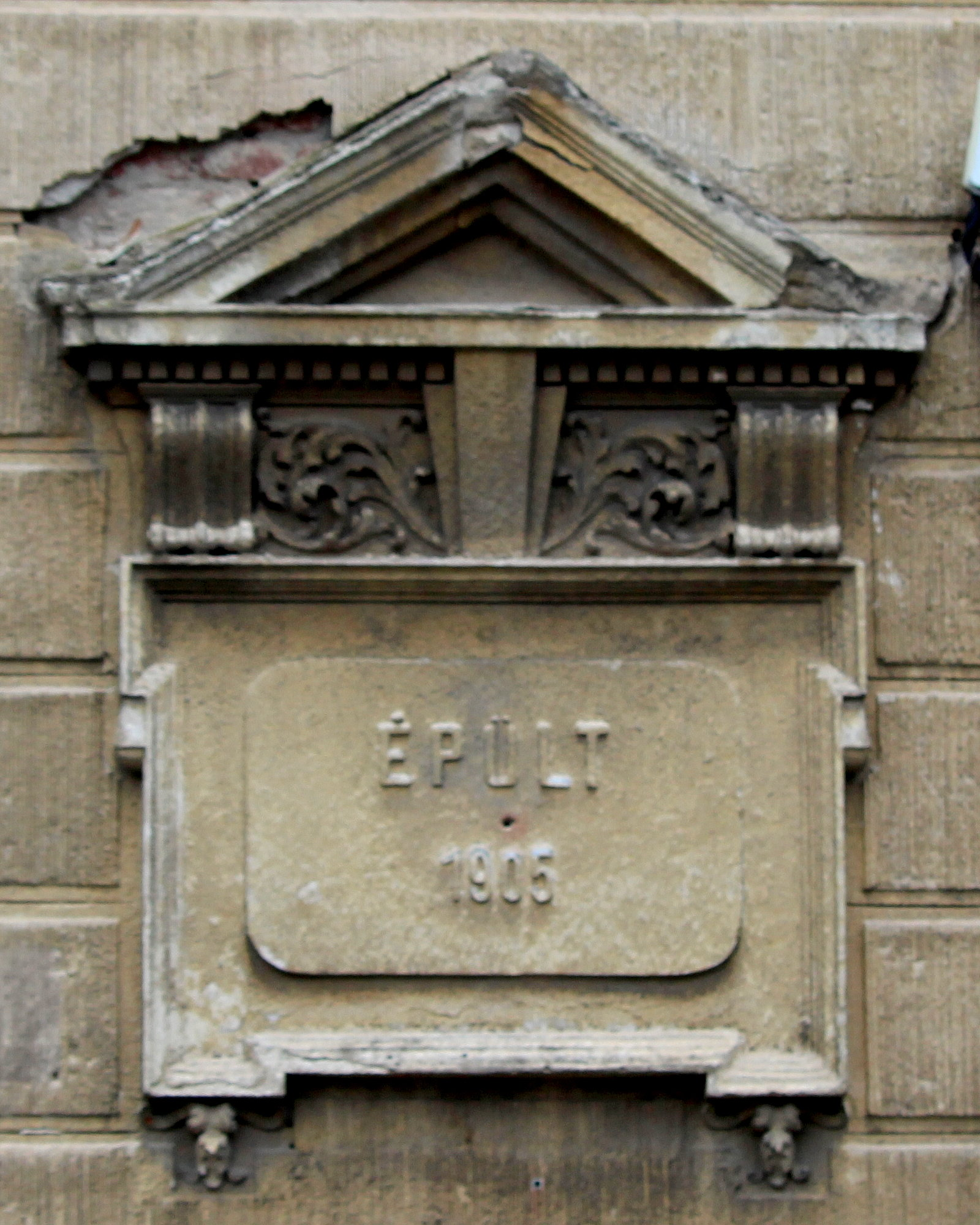
Inscripția cu data construirii
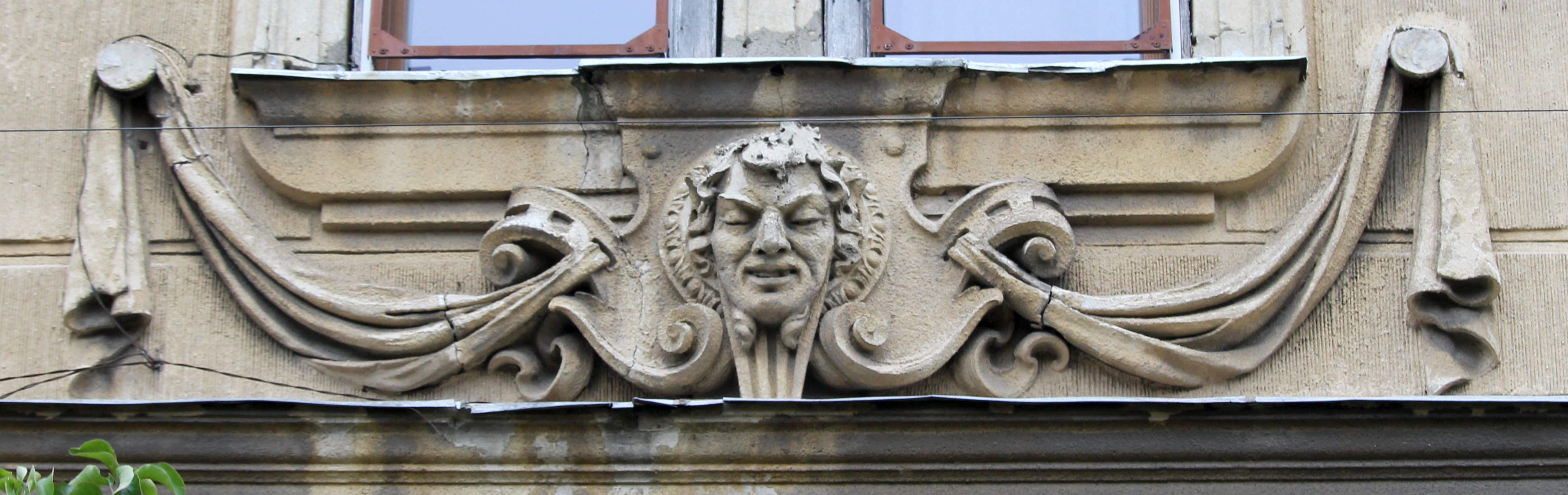
Mascaron
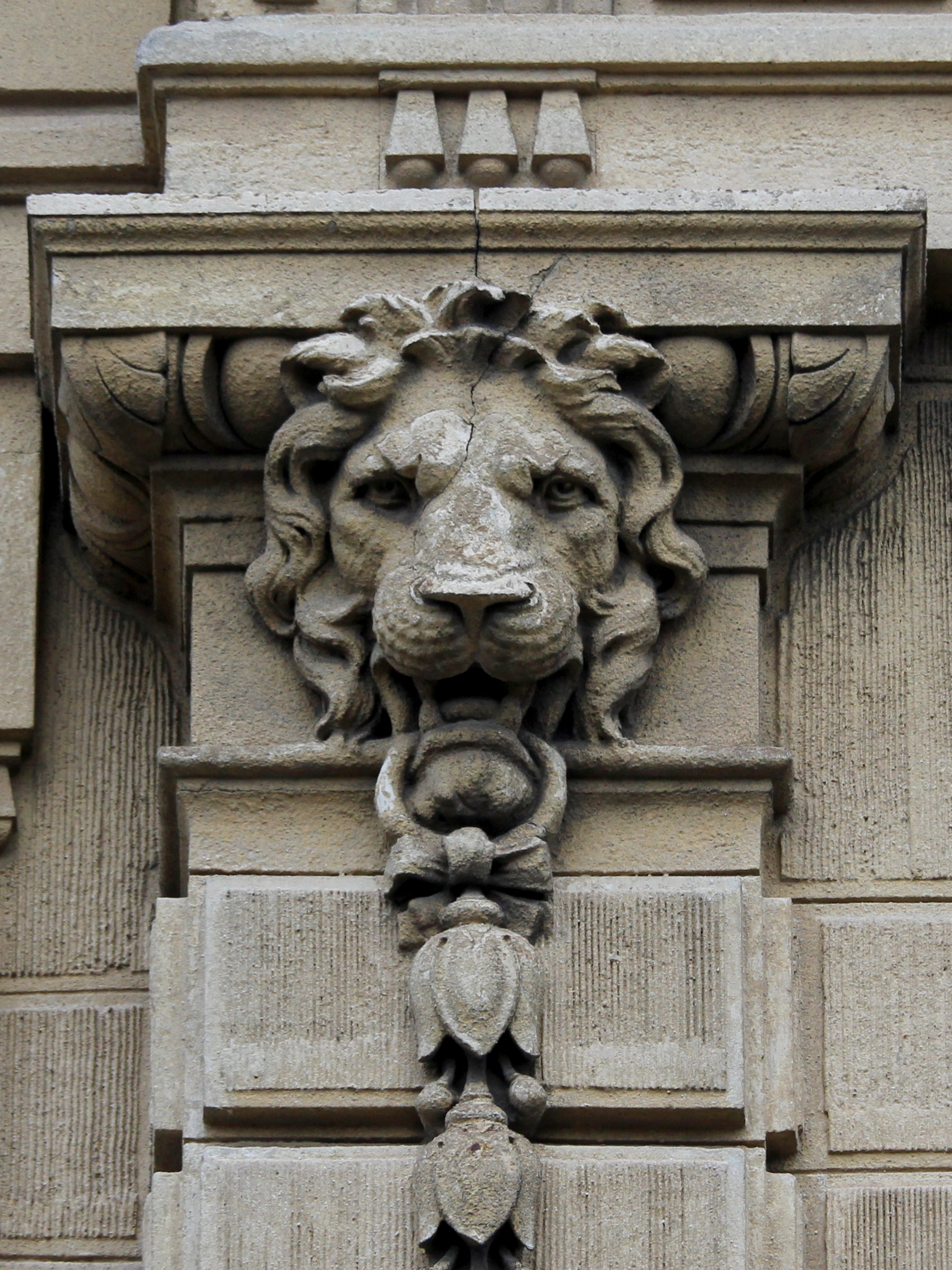
Cap de leu